# Australian Football League
Pour les articles homonymes, voir AFL.
 (juillet 2016).
Si vous disposez d'ouvrages ou d'articles de référence ou si vous connaissez des sites web de qualité traitant du thème abordé ici, merci de compléter l'article en donnant les références utiles à sa vérifiabilité et en les liant à la section « Notes et références ».
L'Australian Football League (AFL) est le championnat élite professionnel de football australien en Australie. À travers l'AFL Commission, l'AFL sert aussi d'instance dirigeante sportive et est responsable des règles du jeu (Laws of Australian football). Ce championnat fermé (pas de relégation), a été fondé en tant que Victorian Football League (VFL) session de la précédente Victorian Football Association avec sa saison inaugural commencée en 1897 (VFA). La compétition comprend à l'origine seulement des équipes se trouvant dans l'état australien de Victoria, le nom de la compétition ayant pris le nom d'Australian Football League lors de la saison 1990, après son extension aux autres États pendant les années 1980. Il s'agit de la compétition sportive la plus populaire dans ce pays avec 38 365 spectateurs par match en 2024.
Le championnat comprend actuellement 18 équipes s'étendant à travers cinq États d'Australie, bien que la majorité (dix équipes) soit toujours basée dans l'État de Victoria. La saison AFL comprend actuellement une compétition de pré-saison (surnommée pour des raisons de sponsoring « NAB Challenge »), suivi par 23 rounds pendant la saison régulière, qui se déroule pendant l'hiver australien (de mars à septembre). Les huit meilleures équipes de la saison régulière se rencontrent lors de séries éliminatoires dont la finale (« Grand Final ») qui se dispute chaque année au Melbourne Cricket Ground devant près de 100 000 spectateurs .Les champions actuels sont les Lions de Brisbane.

## Histoire

### Débuts de la VFL

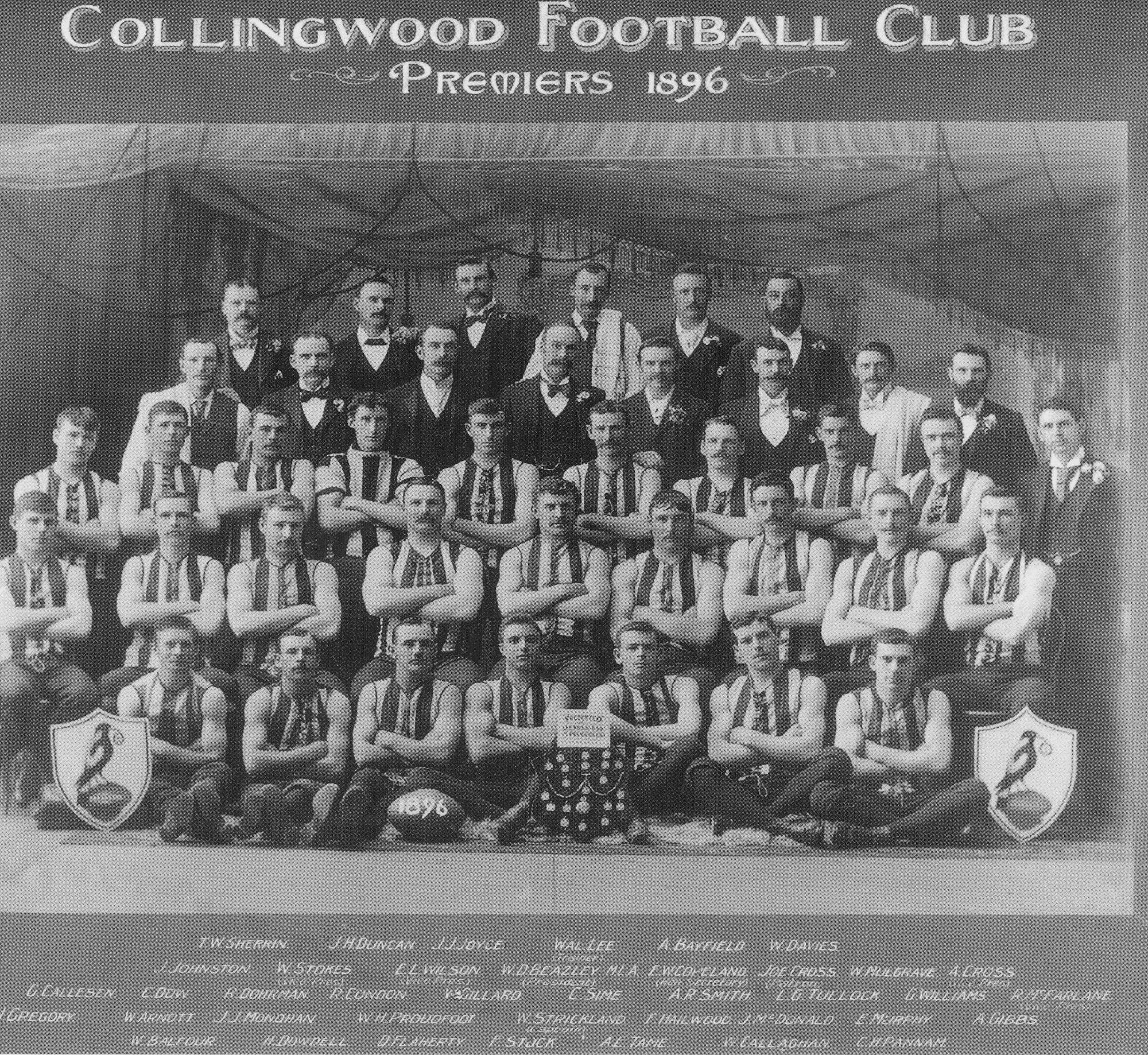
L'équipe de Colingwood Football Club en 1896.

La Victorian Football League a été établi en 1896 lorsque les six clubs les plus forts de l'État de Victoria, Collingwood FC, Essendon FC, Fitzroy FC, Geelong FC, Melbourne FC et South Melbourne, firent sécession et créèrent la Victorian Football League (VFL), pour fonder un nouveau championnat plus professionnel. Les six clubs invitèrent deux clubs de la VFA en plus à se joindre à la saison inaugurale de 1897, Carlton et St Kilda. Parmi les initiatives importantes établis dans la nouvelle compétition, une série éliminatoire suivit d'une finale au lieu d'une récompense attribué directement à l'équipe classée première lors de la saison. De plus, un système de  corage moderne est mise en place dans lequel six points sont attribués pour un but  et un point pour les behinds.
Bien que la Victorian Football League et la Victorian Football Association continuaient de se disputer pendant des années l'intérêt des spectateurs, la Victorian Football League s'établit rapidement comme la compétition principale dans l'État de Victoria. Les premières années, Fitzroy et Collingwood furent les équipes dominantes. À la suite de l'arrivée de Jack Worrall en tant qu'entraîneur à partir de 1903, Carlton commença une période de domination, durant laquelle l'équipe gagna trois titres successifs de 1906 à 1908. Bien que Worrall fût le secrétaire du club, il prit en charge le management des joueurs et le rôle de directeur ce qui est reconnu aujourd'hui comme le premier emploi d'entraîneur officiel du championnat. En 1908, le championnat est étendu à dix équipes, avec Richmond FC partant de la VFA et la University FC. University, après trois saisons prometteuses, termine dernière de 1911 à 1914, incluant notamment 51 défaites de suite, causées en partie par des joueurs plutôt concentrés sur leurs études que sur le football, particulièrement durant leurs examens. C'était aussi en partie parce que le club opérait au niveau amateur et qu'à l'époque il était commun d'être rémunéré. Cela eut comme résultat pour le club, un retrait de la VFL à la fin de 1914. D'autre part, l'engagement des joueurs dans la force impériale australienne à cause des débuts de la Première Guerre mondiale obligea la dissolution du club. Cependant, après que le club fut relancé en 1919, il ne chercha pas à rejoindre la compétition. Les équipes universitaires concourent aujourd'hui dans la Victorian Amateur Football Association,.
De 1907 jusqu'à 1914, le vainqueur de la VFL et  le vainqueur de la South Australian Football League se rencontrent dans un match pour le Championship of Australia. Port Adelaide a été l'équipe la plus titré avec trois titres. Essendon gagna les titres de 1911 et 1912, également sous le mandat d'entraîneur de Jack Worrall.

### L'entre-deux-guerres (1915-1945)

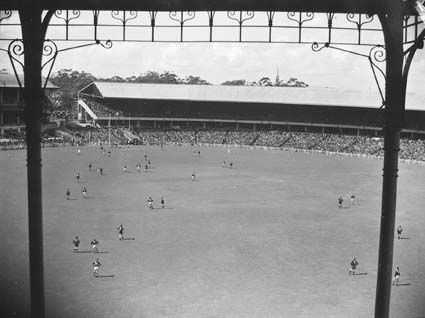
Finale au Melbourne Cricket Ground en 1945.

La VFL est lourdement affectée pendant les deux guerres, de nombreux joueurs étant partie combattre en Europe, dont un grand nombre moururent au combat. La saison 1915 est maintenue par un vote mais le nombre de spectateurs reste très faible tout au long de la compétition. Il en est de même pour la saison suivante où seuls les clubs de Carlton, Collingwood, Fitzroy et Richmond prennent part à la compétition. Fitzroy remporte le titre cette année-là. Les clubs de Geelong et South Melbourne retournent à la compétition l'année suivante, pendant que St Kilda et Essendon font leur retour en 1918. Melbourne est l'équipe qui manquera le plus de saison au sein de la league avec trois éditions manquées, mais qui reviendra finalement en 1919.
En 1925, la VFL s'étend de 9 à 12 équipes, avec les « Footscray » (devenu les Western Bulldogs plus tard), Hawthorn FC et North Melbourne FC ayant à leur tour rejoint la compétition. North Melbourne et Hawthorn restent les deux équipes comme les plus faibles pendant longtemps. Collingwood devint la première équipe et la seule durant la période VFL a remporté quatre fois d'affilée le titre entre 1927  et 1930.

### Professionnalisme, banqueroute et expansion (1982-1989)
Les années 1980 ont été une période de changement structurel significatif pour le football australien national. La Victorian Football League était la plus populaire et dominante des ligue d'État à travers le pays en termes de spectateurs, d'intérêts et d'argent. Celle-ci, commence à regarder vers l'expansion de son influence dans d'autres États. La VFL et les meilleurs clubs ont affirmé leur pouvoir financier pour recruter les meilleurs joueurs des inter-États. Cela a eu pour conséquence l'augmentation des coûts qui ont conduit les clubs victoriens les plus faibles dans de mauvaises situations financières. Il faudra attendre 1982 et le déménagement de South Melbourne à Sydney pour voir apparaître le premier club non Victorien et devenir les Sydney Swans.
En 1985, le docteur Geoffrey Edelsten rachète le club, devenant le premier propriétaire privé a acquérir une équipe de football australien.Ce rachat a permis au club de se développer.
Tout au long des années 1980, des tentatives de rejoindre la VFL ont été faites par différents clubs de la SANFL et la WAFL, notamment les clubs de East Perth Royals en 1980, Norwood Redlegs en 1986 et une fusion de East Fremantle Football Club-South Fremantle Football Club en 1987. Aucune de ses tentatives n'a abouti malgré de nouvelles démarches de Norwood Redlegs en 1990 et 1994.
En 1986, la West Australian Football League et la Queensland Australian Football League ont été récompensés par l'attribution d'une licence pour rejoindre la VFL, menant à la création des West Coast Eagles et des Brisbane Bears qui ont rejoint tous les deux la ligue en 1987. Ces licences ont été attribuées par le paiement d'un prix d'entrée évalué à plusieurs millions de dollar, ce qui n'était pas le cas pour les clubs de la VFL. En 1989, des difficultés financières ont failli obliger les équipes de Footscray et Fitzroy à fusionner mais une levée de fonds des supporters de Footscray a fait avorter la fusion.
Les créneaux horaires des matchs se voient modifier pour toutes les équipes dans les années 1980. Les confrontations étaient précédemment jouées le samedi après-midi mais Sydney jouée quant à elle le dimanche après-midi alors que North Melbourne jouée le vendredi soir.
La première draft nationale est introduisit en 1981 et un plafond salarial en 1987.

### Australian Football League (depuis 1990)

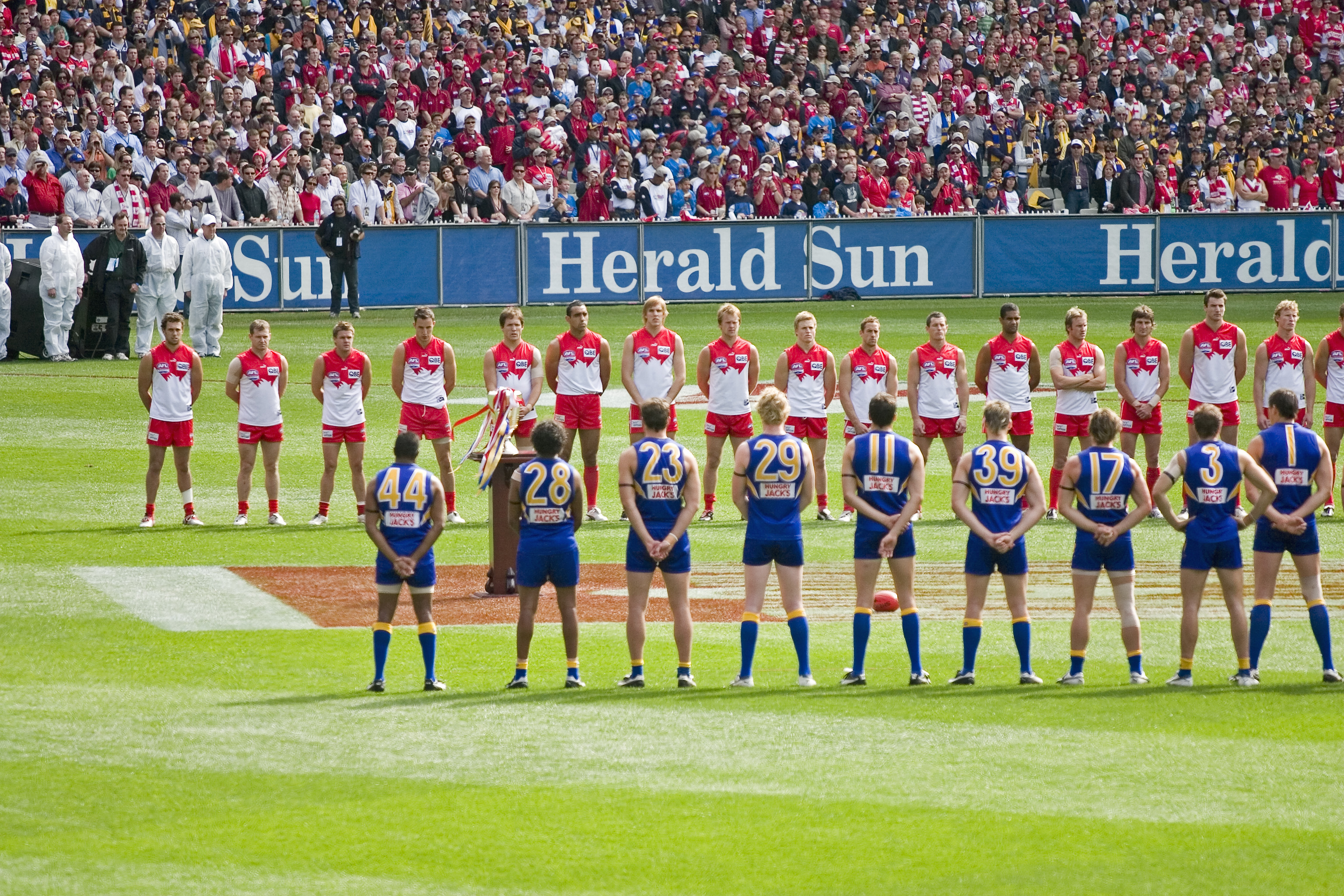
L'équipe des Sydney Swans et des West Coast Eagles chantent l'hymne national durant la Finale de 2005.

Le terme AFL est adopté en 1990 afin de mieux rendre compte de la dimension nationale de la compétition. La Victorian Football Association prend le nom de la Victorian Football League en 1996. L'AFL abandonne le contrôle des ligues inférieures à la fin de l'année 1991, les clubs continuent de déployer les équipes réserves dans la Victorian Football League.
En 1990, le club le plus brillant de la South Australian National Football League, Port Adelaide fait une demande pour une licence AFL. En réponse, la South Australian National Football League établit une équipe Adelaide Crows, qui obtient sa licence et rejoint la league en 1991 en tant que 4e club inter-État. La même année voit les West Coast Eagles devenir le premier club inter-État à rejoindre la finale AFL mais échou face à Hawthorn. Ils gagneront par la suite le championnat en  1992 et 1994. En 1994, le Fremantle Football Clubest créé en Australie-Occidentale, rejoignant l'AFL en 1995, devenant le cinquième club inter-État.
En 1996, plusieurs clubs Victoriens sont en difficultés financières, et plus particulièrement Fitzroy et Hawthorn. Ce dernier propose de fusionner avec Melbourne pour former le Melbourne Hawks mais au dernier moment la fusion ne se réalisa pas et les deux clubs continuèrent indépendamment. Cependant, le club de Fitzroy était trop fragilisé pour continuer seul. Le club fut proche de fusionner avec North Melbourne pour former le Fitzroy-North Melbourne Kangaroos, mais, les autres clubs votèrent contre, ce dernier fusionna avec le club du Queensland de Brisbane pour devenir les Brisbane Lions. Fitzroy joua son dernier match en 1996. Avec cette fusion, Port Adelaide obtient sa licence et rejoignit la league en 1997.
À la fin des années 2000, l'AFL regarda pour établir une présence continue sur la Gold Coast, qui était en train de rapidement se développer au niveau de la population. Le North Melbourne Football Club, qui avait des difficultés financières et qui a joué quelques matchs à domicile sur la Gold Coast les années précédentes, s'est vu offrir des subventions importantes pour se relocaliser sur la Gold Coast. Cependant la franchise refusa l'offre. En 2008, une rencontre fut tenu par l'AFL afin de discuter sur l'entrée de deux nouvelles franchises dans la compétition. Celle-ci a permis à l'AFL de gagner le soutien du présidents des 16 clubs pour permettre d'établir d'un côté le club de Gold Coast FC dans le Queensland et le Greater Western Sydney Football Club situé en Nouvelle-Galles du Sud. Les deux équipes rentre respectivement dans la compétition
en 2011 et en 2012.
Le 25 avril 2013, le Westpac Stadium de Wellington en Nouvelle-Zélande accueille devant plus de 22 000 spectateurs une rencontre nocturne entre St Kilda et Sydney lors de l'Anzac Day en  l'honneur du lien entre les deux pays de l'Anzac. C'est la toute première fois depuis la création du championnat qu'un match est joué à l'extérieur du pays. La saison 2016 est touchée par la plus gros affaire de dopage, avec la suspension de 34 joueurs et de l'entraîneur du club d'Essendon par l'Agence mondiale antidopage et la condamnation par l'AFL à la plus grosse amende jamais infligée dans l'histoire de la compétition (1,28 million d'euros).

## Organisation

### Fonctionnement

#### Équipes actuelles
| Club                      | Ville      | Stade                     | Capacité théorique | Date de création | Première saison | Entraîneur        |
| ------------------------- | ---------- | ------------------------- | ------------------ | ---------------- | --------------- | ----------------- |
| Adelaide FC               | Adélaïde   | Adelaide Oval             | 53 500             | 1990             | 1991            | Matthew Nicks     |
| Brisbane Lions            | Brisbane   | The Gabba                 | 42 000             | 1996             | 1997            | Chris Fagan       |
| Carlton FC                | Melbourne  | Docklands Stadium         | 53 359             | 1864             | 1897            | Michael Voss      |
| Collingwood FC            | Melbourne  | Melbourne Cricket Ground  | 100 024            | 1892             | 1897            | Craig McRae       |
| Essendon FC               | Melbourne  | Docklands Stadium         | 53 359             | 1871             | 1897            | Brad Scott        |
| Fremantle FC              | Fremantle  | Optus Stadium             | 65 000             | 1994             | 1995            | Justin Longmuir   |
| Geelong FC                | Geelong    | Kardinia Park             | 33 500             | 1859             | 1897            | Chris Scott       |
| Gold Coast FC             | Gold Coast | Stade Carrara             | 25 000             | 2009             | 2011            | Damien Hardwick   |
| Greater Western Sydney FC | Sydney     | Sydney Showground Stadium | 24 000             | 2009             | 2012            | Adam Kingsley     |
| Hawthorn FC               | Melbourne  | Melbourne Cricket Ground  | 100 024            | 1902             | 1925            | Sam Mitchell      |
| Melbourne FC              | Melbourne  | Melbourne Cricket Ground  | 100 024            | 1858             | 1897            | Troy Chaplin      |
| North Melbourne FC        | Melbourne  | Docklands Stadium         | 53 359             | 1869             | 1925            | Alastair Clarkson |
| Port Adelaide FC          | Adélaïde   | Adelaide Oval             | 53 500             | 1870             | 1997            | Ken Hinkley       |
| Richmond FC               | Melbourne  | Melbourne Cricket Ground  | 100 024            | 1885             | 1908            | Adem Yze          |
| St Kilda FC               | Melbourne  | Docklands Stadium         | 53 359             | 1873             | 1897            | Garry Lyon        |
| Sydney Swans              | Sydney     | Sydney Cricket Ground     | 48 000             | 1874             | 1897            | Dean Cox          |
| West Coast Eagles         | Perth      | Optus Stadium             | 65 000             | 1986             | 1987            | Andrew McQualter  |
| Western Bulldogs          | Melbourne  | Docklands Stadium         | 53 359             | 1877             | 1925            | Luke Beveridge    |

#### Anciennes équipes de l'AFL
| Années d'activité | Nom de l'équipe | Future appellation de l'équipe                                 |
| ----------------- | --------------- | -------------------------------------------------------------- |
| 1897–1996         | Fitzroy FC      | Fusion avec les Brisbane Bears pour former les Brisbane Lions. |
| 1897–1996         | Brisbane Bears  | Fusion avec les Fitzroy FC pour former les Brisbane Lions.     |
| 1908-1914         | University FC   | Arrêt de la franchise                                          |

#### Pré-saison

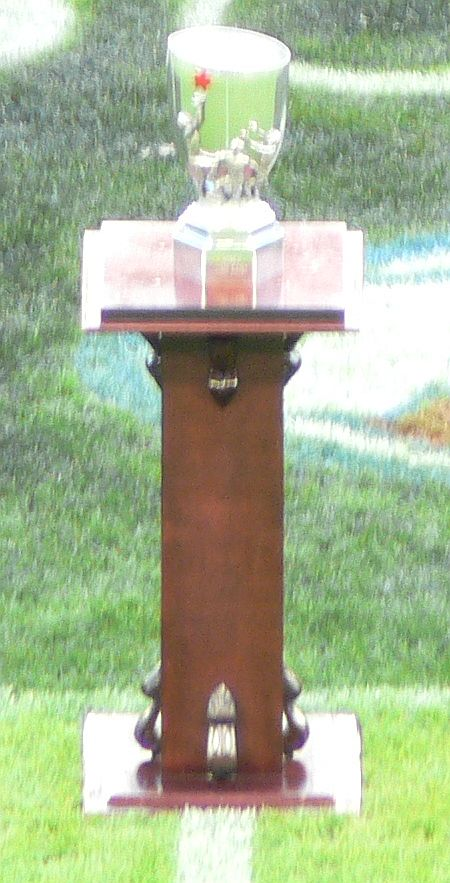
Trophée NAB Cup en 2007.

De 1988 jusqu'en 2013, l'AFL dirigé une compétition de pré-saison qui se terminée avant le début du championnat, servant à la fois de matchs d'échauffement et de compétition autonome. Celle-ci était majoritairement disputée
en tant que tournoi éliminatoire sur 4 semaines, mais le format changea après que le championnat s’étendit au-delà de 16 clubs en 2011. La compétition a été fréquemment utilisée pour tester le changements de règles. En 2014, le format de la compétition fut abandonné et des matchs amicaux sont aujourd'hui joués sous l'appellation NAB Challenge. Chacune des 18 équipes jouent 3 rencontres pendant la compétition, ainsi 2 à 3 matchs sont disputés chaque jour avant le championnat.

#### Saison régulière
Actuellement, la saison du régulière de l'AFL compte 23 matches, commençant à partir de mars jusqu'à septembre. À partir de la saison 2013, chaque équipe joue 22 matchs dont un exempt. Les équipes se voient attribuer quatre points pour une victoire, deux points pour un match nul et zéro point pour une défaite. Le classement final des équipes est basé sur le nombre de points obtenus tout au long de la saison régulière et un pourcentage (calculé par le ratio de points obtenus et de points concédés). Ils peuvent départager les équipes en cas d'égalité de points. À la fin de la saison régulière, le Trophée McClelland récompense l'équipe qui termine première.

#### Séries éliminatoires

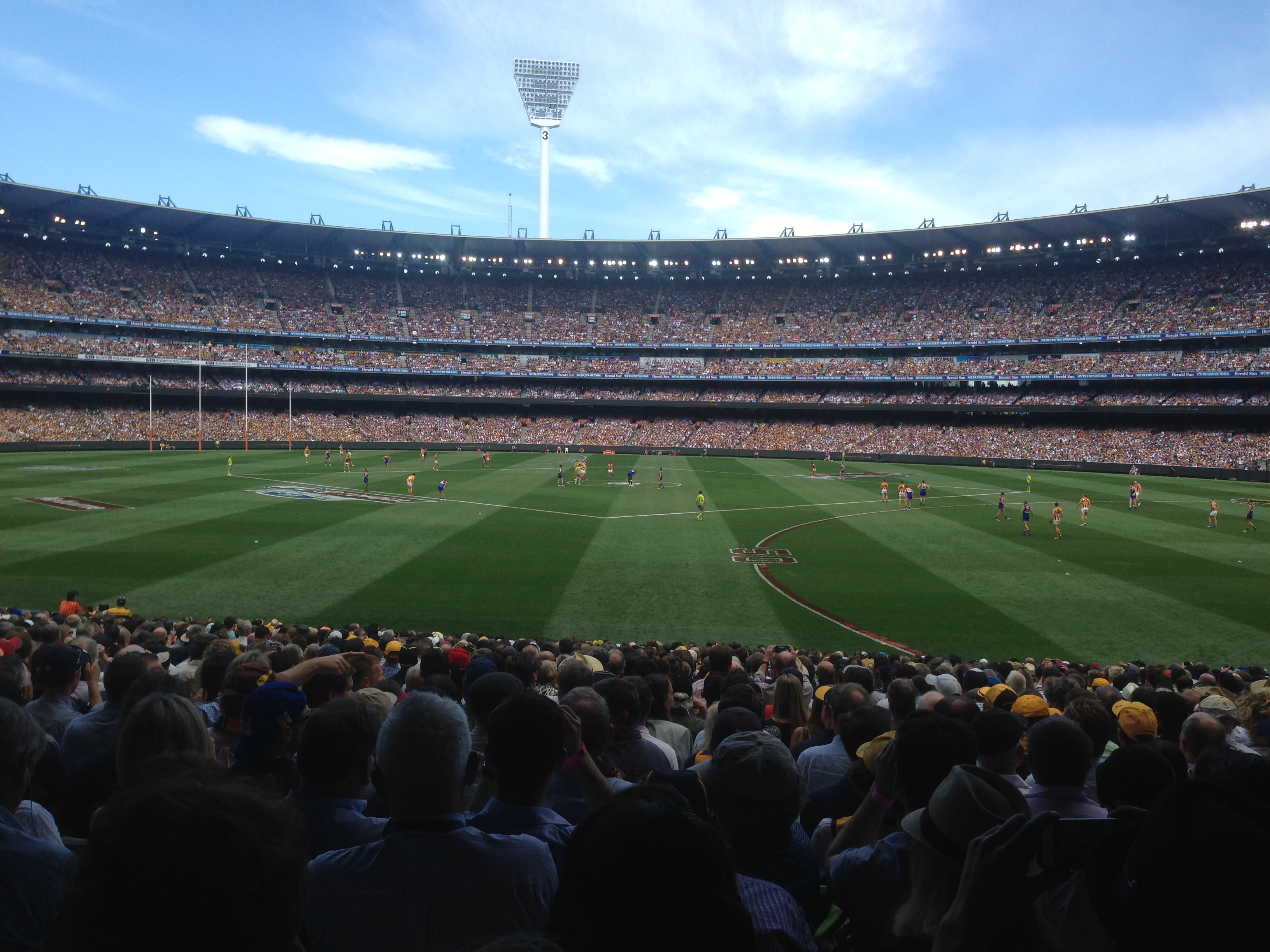
Finale AFL en 2015.

Les huit meilleures équipes de la saison régulière se rencontrent lors de séries éliminatoires qui se déroulent sur 4 semaines jusqu'en septembre date à laquelle la finale détermine le vainqueur. Ainsi, les quatre premières équipes s'affrontent entre elles le premier week-end (1er vs 4e & 2e vs 3e), les vainqueurs se qualifient pour les finales préliminaires. Le week-end suivant, les deux perdants du premier week-end jouent contre les équipes qualifiées par le biais des finales d'élimination (5e vs 8e & 6e vs 7e). Les vainqueurs sont qualifiés pour les finales préliminaires. Les deux vainqueurs des finales préliminaires s'affrontent dans la grande finale qui est jouée traditionnellement au Melbourne Cricket Ground lors du dernier samedi de septembre. Le champion de l'AFL reçoit une coupe en argent (à l'exception de 1996 où une coupe en or a été produite pour célébrer le centenaire) et un drapeau bleu marine du championnat. Le drapeau a été présenté depuis que le championnat existe et est traditionnellement déployé la saison suivante lors du premier match à domicile du vainqueur de l'édition précédente. Le trophée a été introduit pour la première fois en 1959 et est fabriqué chaque année par Cash's International dans leur métallurgie de Frankston dans l'État de Victoria. De plus, chaque joueur de la finale reçoit une médaille.

### Évolution du règlement

#### Réglementations sur les effectifs

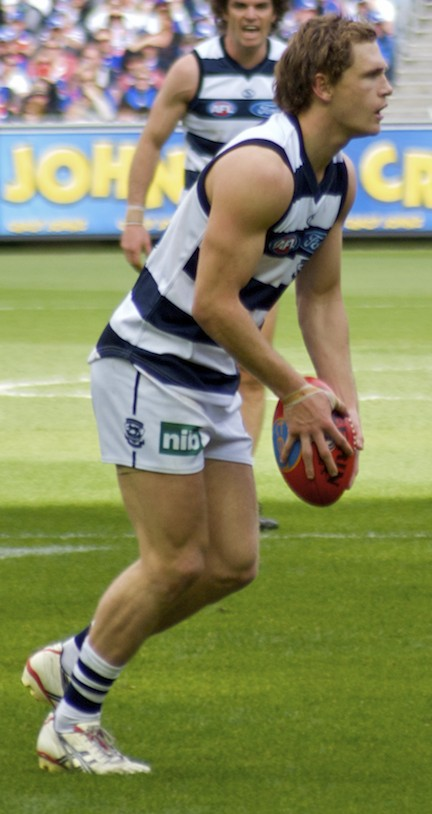
Joel Selwood face aux Western Bulldogs en 2009

L'AFL maintient un contrôle sévère sur le nombre de joueurs au sein de chaque club. Ainsi, chacun est limité à un maximum de 38 joueurs sénior, auxquels s'ajoutent jusqu'à six recrues et/ou vétérans. Depuis 2006, un maximum de deux recrues internationales sont également admises. Les échanges entre clubs ne sont permis qu'au cours d'une semaine spéciale au terme de la saison, et la seule façon par laquelle de nouveaux joueurs peuvent faire leur entrée dans la ligue est via l'AFL Draft.
Un plafond salarial (nommé le Total Player Payments ou TPP) est en vigueur dans la ligue, limitant les clubs à un budget 7 950 000 $AU par saison. Les salaires des jeunes nouvellement acquis via la draft est fixé pour deux ans. Le salaire des joueurs séniors n'est généralement pas divulgué, mais la moyenne est estimée à 200 000 $AU; la crème de la crème peut s'attendre à toucher jusqu'à 1 000 000 $AU. De sévères sanctions sont prévues pour les clubs enfreignant la réglementation vis-à-vis du plafond salarial, sanctions allant de fortes amendes jusqu'à l'exclusion de la draft. La ligue ne retranche cependant pas de points au classement pour ces offenses.

#### Repêchage amateur de l'AFL Draft
De façon similaire à ce que l'on retrouve dans les sports professionnels nord-américains, les clubs de l'AFL recrutent de nouveaux joueurs principalement via une séance de repêchage (AFL Draft en anglais). Elle fut instaurée en 1986 et permet à chaque club de choisir de jeunes talents afin de les former et les intégrer aux rangs professionnels. Le repêchage se fait en ordre inverse de position au classement final ; autrement dit, le club terminant dernier choisit le premier. En ayant ainsi accès au meilleur jeune disponible au moins bon club, au fil des saisons, un tel système permet de donner à ces clubs une chance de se reconstruire et d'aspirer à de meilleurs jours.

#### Les effectifs en AFL
En 2011, on comptait sur les listes de l'AFL 801 joueurs seniors, vétérans, nouvelles recrues et internationaux, incluant l'ensemble des joueurs de chaque États et territoires de l'Australie. À partir de 2014, on compte 64 joueurs d'origines Aborigène, constituant approximativement 9 % de la totalité des joueurs. En 2011, la liste recense 12 joueurs recrutés en dehors de l'Australie, avec 10 joueurs irlandais tous convertis à partir du football gaëlic pour être recrutés dans le cadre du Irish Experiment ainsi qu'un provenant des États-Unis et un autre du Canada. Il eut aussi cinq autres joueurs nés à l'étranger qui émigrèrent en Australie très tôt qui était inclus dans cette même liste.
En 2006, des listes de nouvelles recrues étrangères et de boursiers étrangers ont été créées. La première inclut 2 joueurs âgés de 15 à 23 ans et qui ne sont pas Australiens. Ils peuvent rester sur cette liste durant 3 ans avant d'être transférer sur la liste de nouvelle recrue ou senior. Lors de la première année, le salaire n'est pas pris en compte dans le plafond salarial. La seconde liste permet aux clubs de recruter jusqu'à huit joueurs étrangers (autres qu'Irlandais). Les joueurs irlandais sont obligés d'être placés soit dans la liste des seniors ou celles des nouvelles recrues. Au début de l'année 2011, on comptait 14 joueurs boursiers internationaux.
Sur les 121 joueurs multiculturels, plus de la moitié ont un parent venant de pays anglophone, principalement du Royaume-uni d'Irlande et de Nouvelle-Zélande.

#### Stades

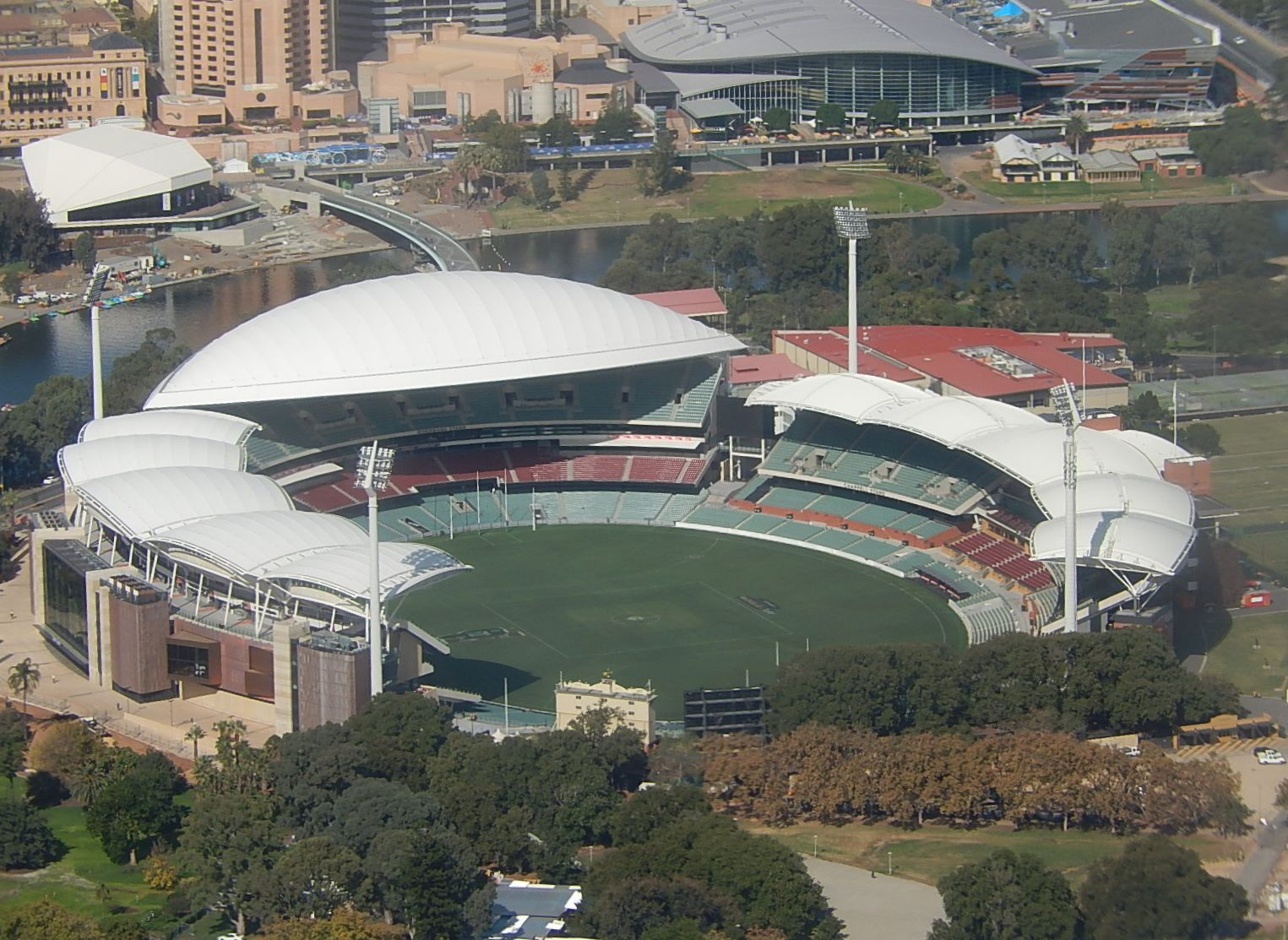
Adelaide Oval Adelaide
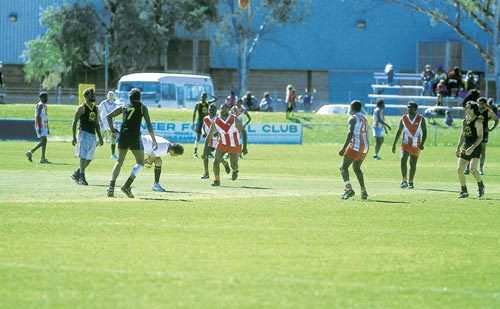
Traeger Park Alice Springs
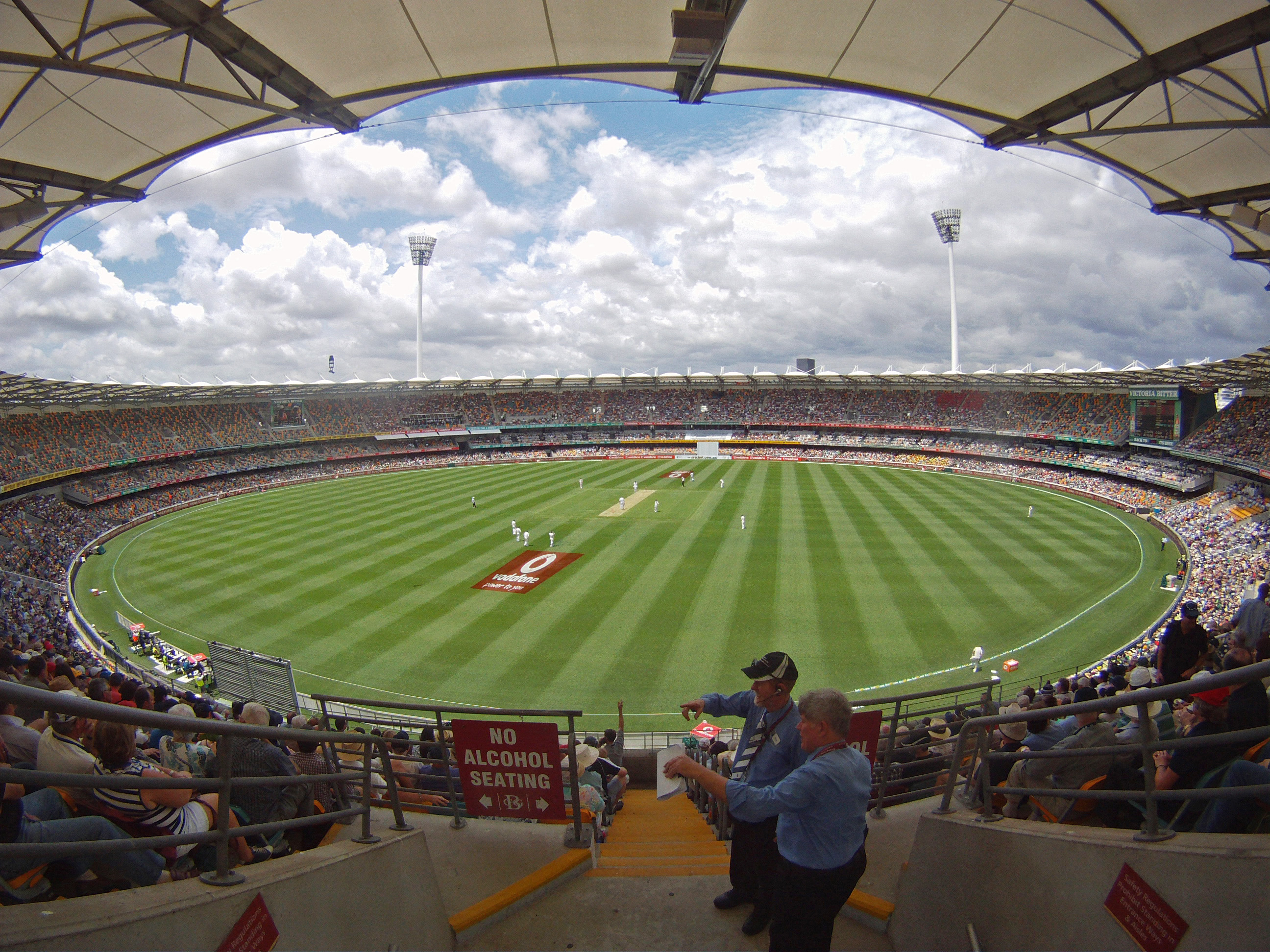
The Gabba Brisbane
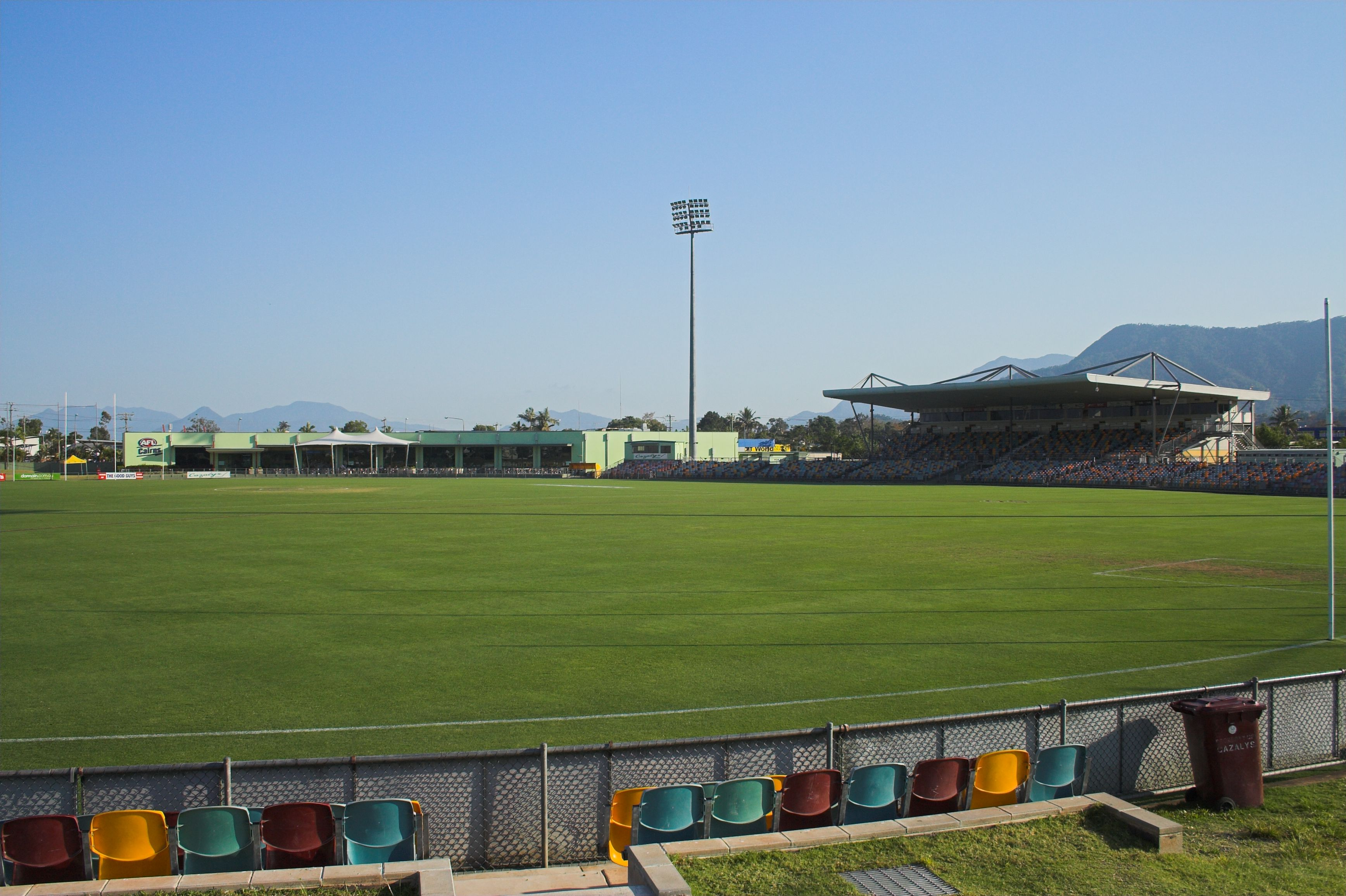
Cazaly's Stadium Cairns
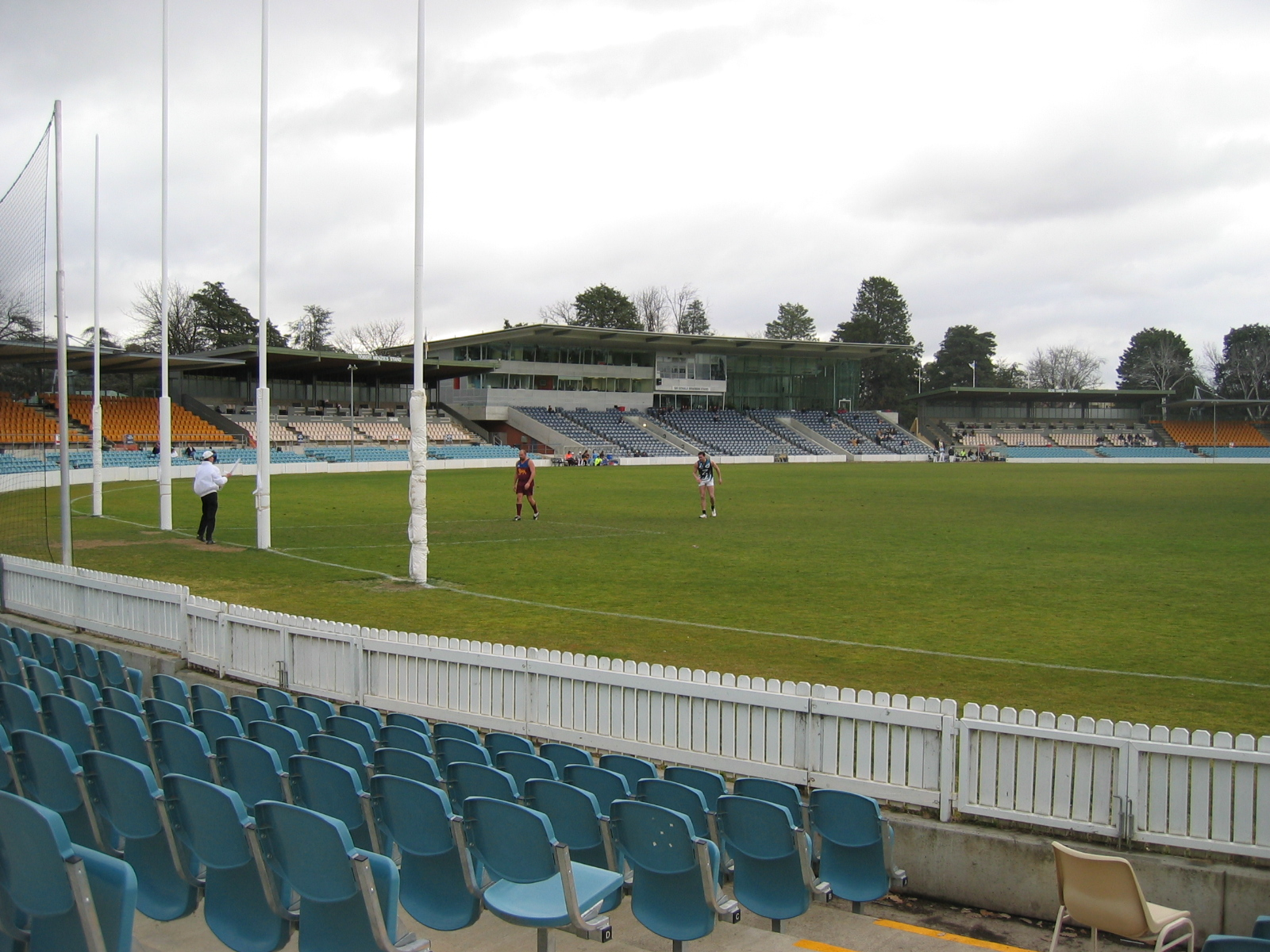
Manuka Oval Canberra
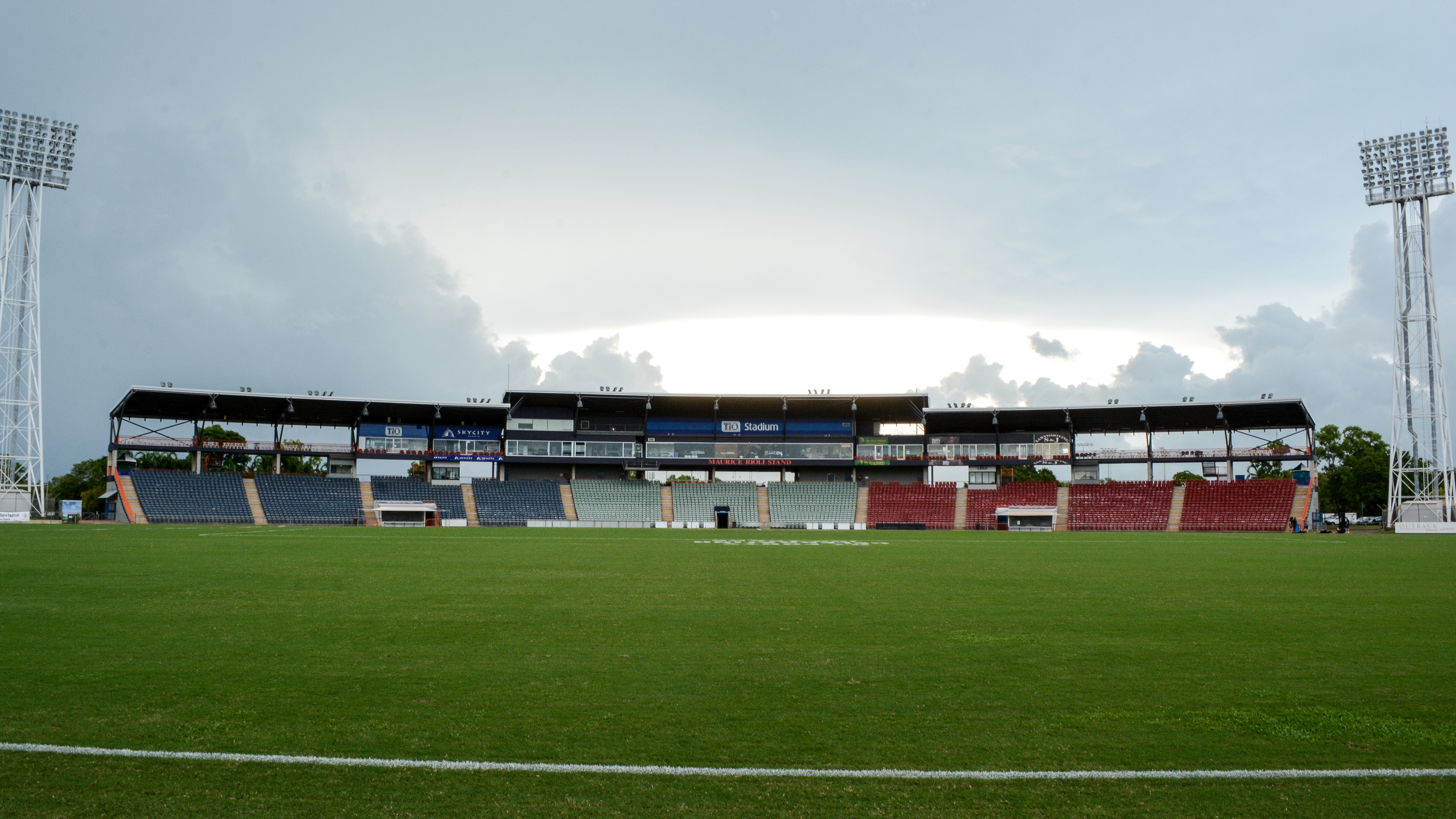
Marrara Oval Darwin
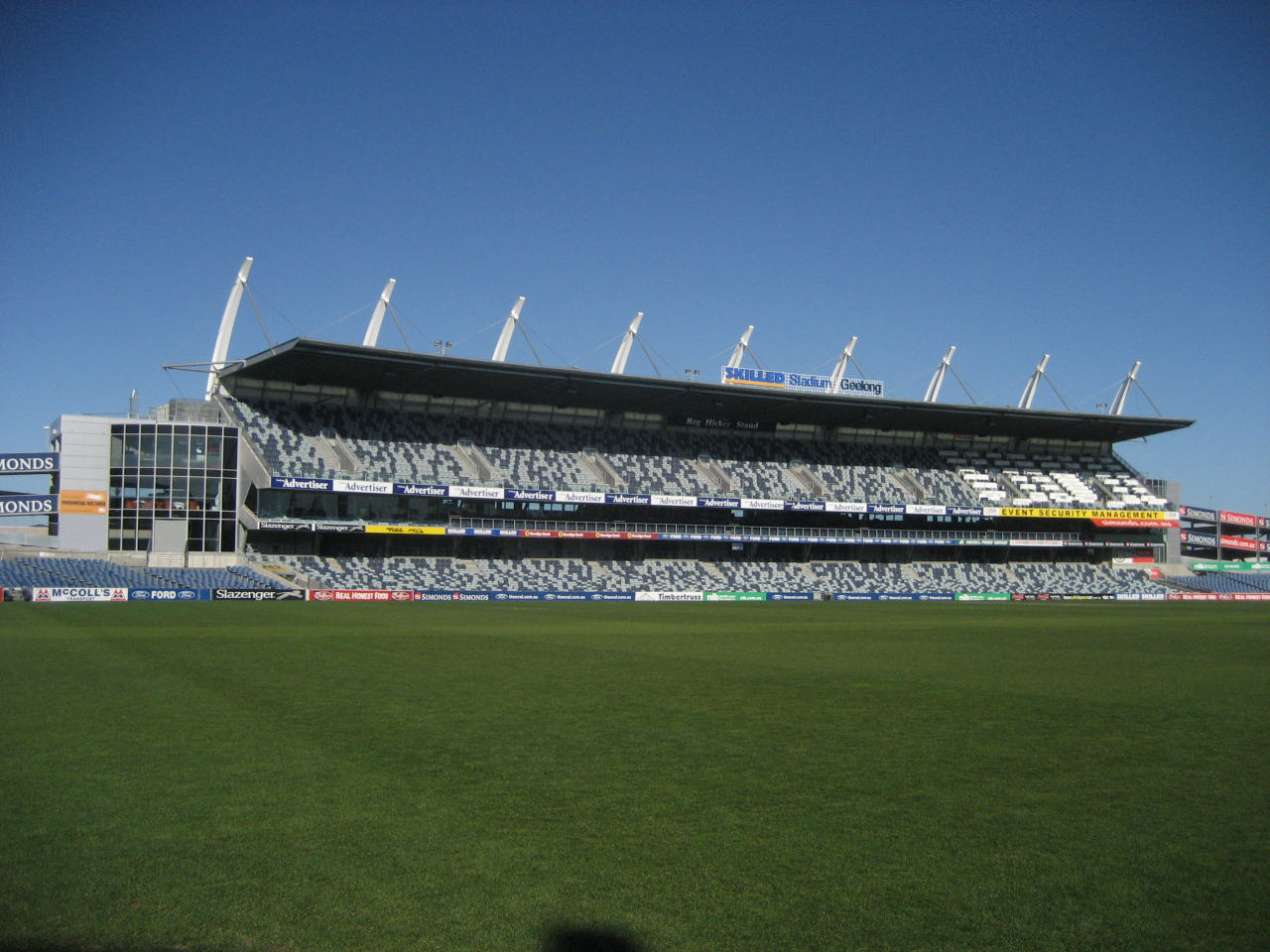
Kardinia Park Geelong
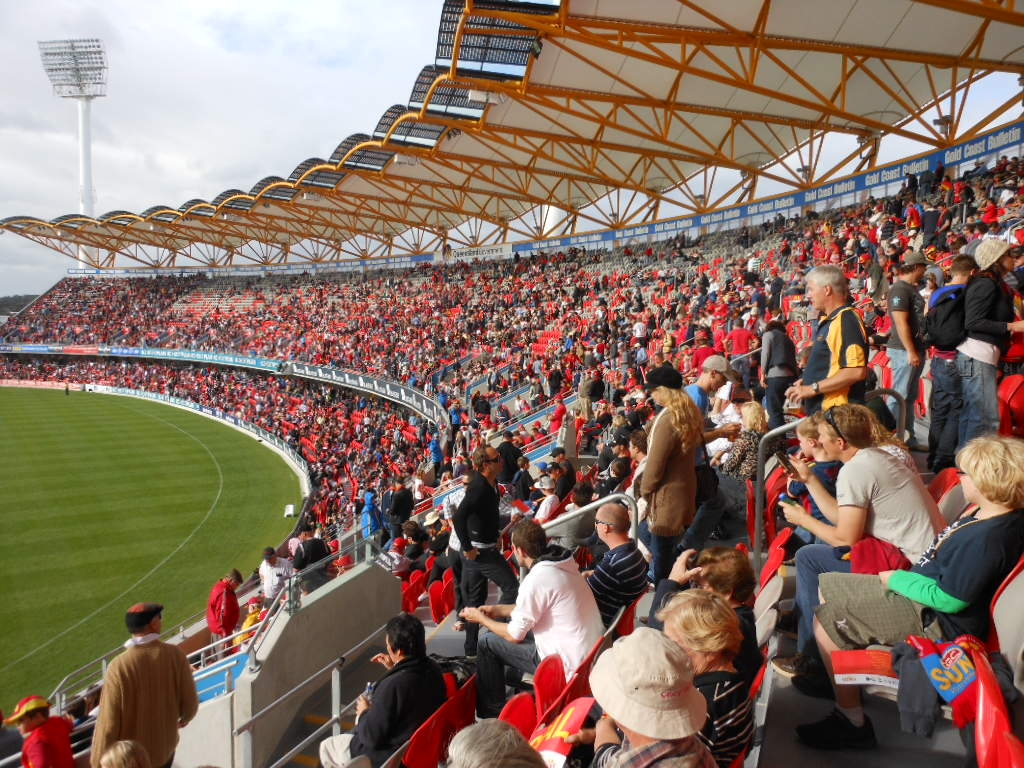
Stade Carrara Gold Coast
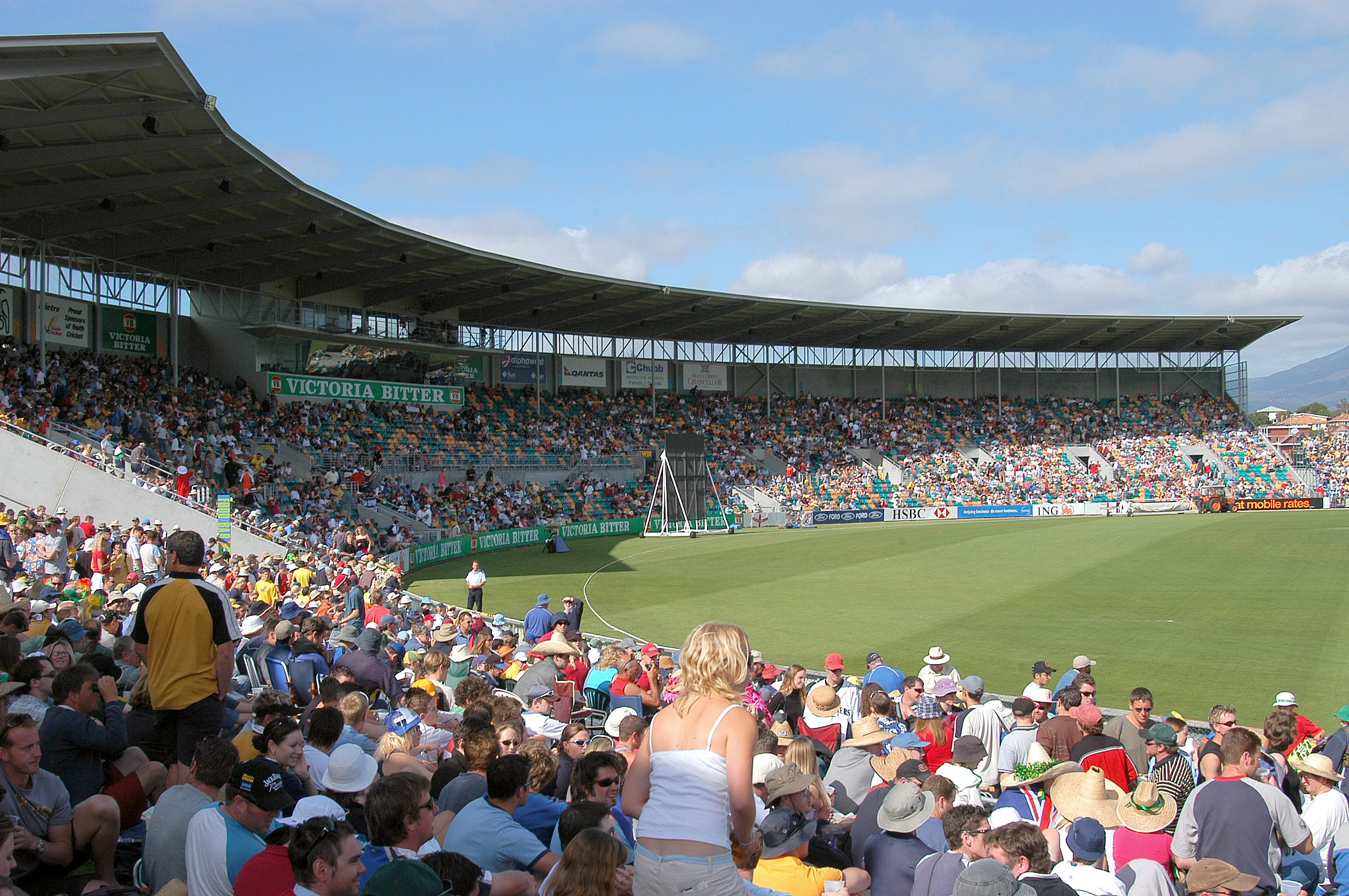
Bellerive Oval Hobart
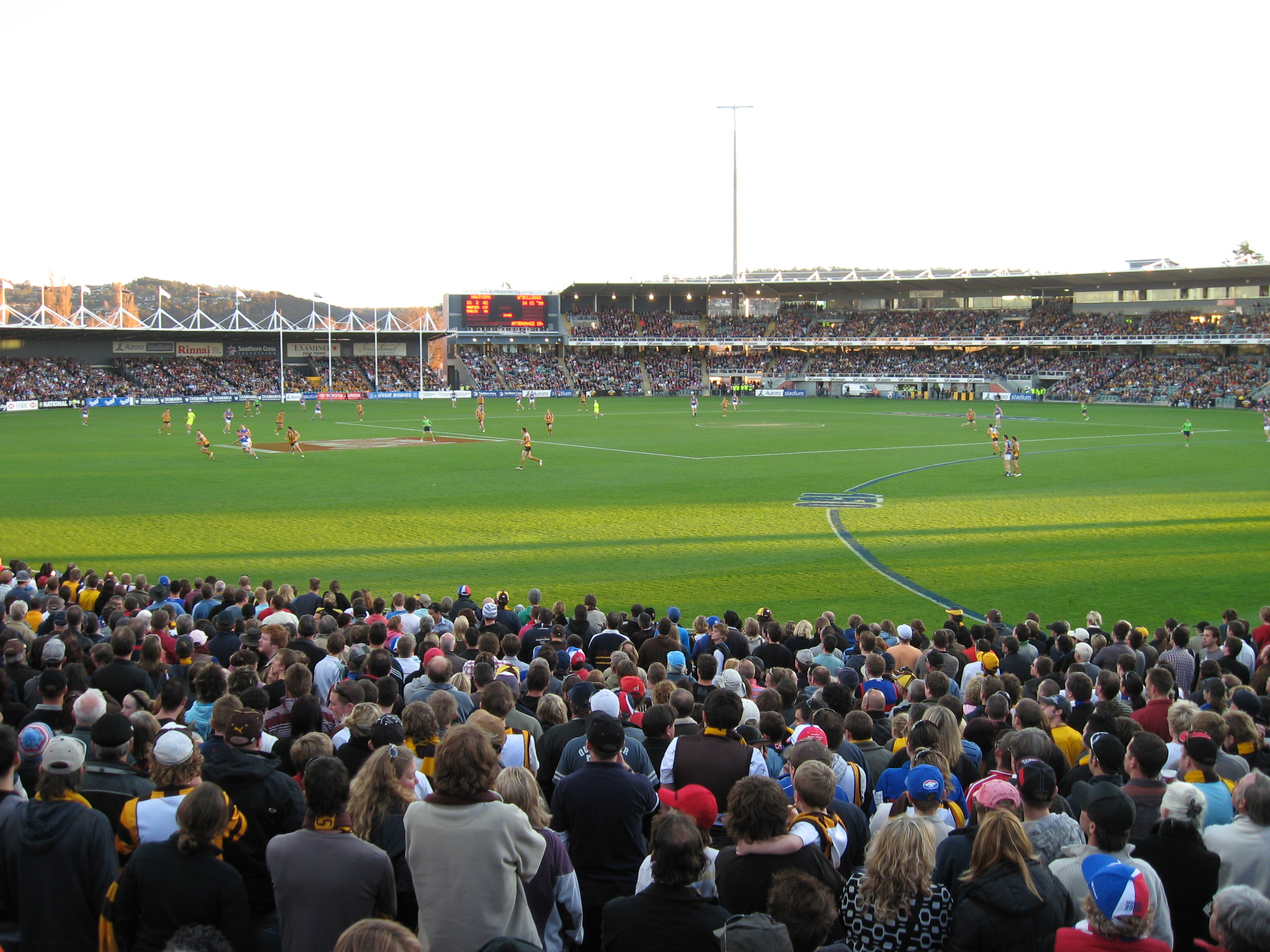
York Park Launceston
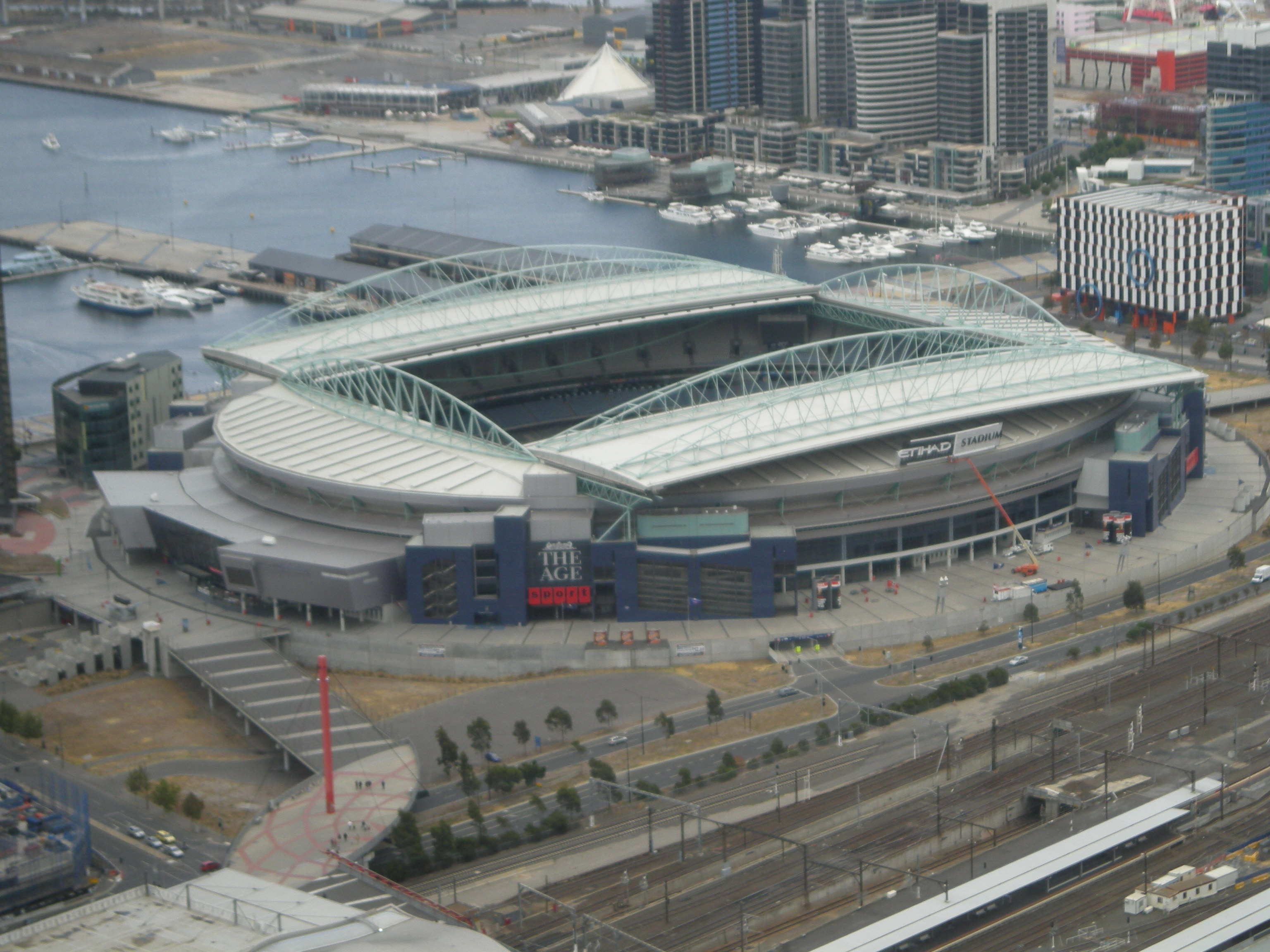
Etihad Stadium Melbourne
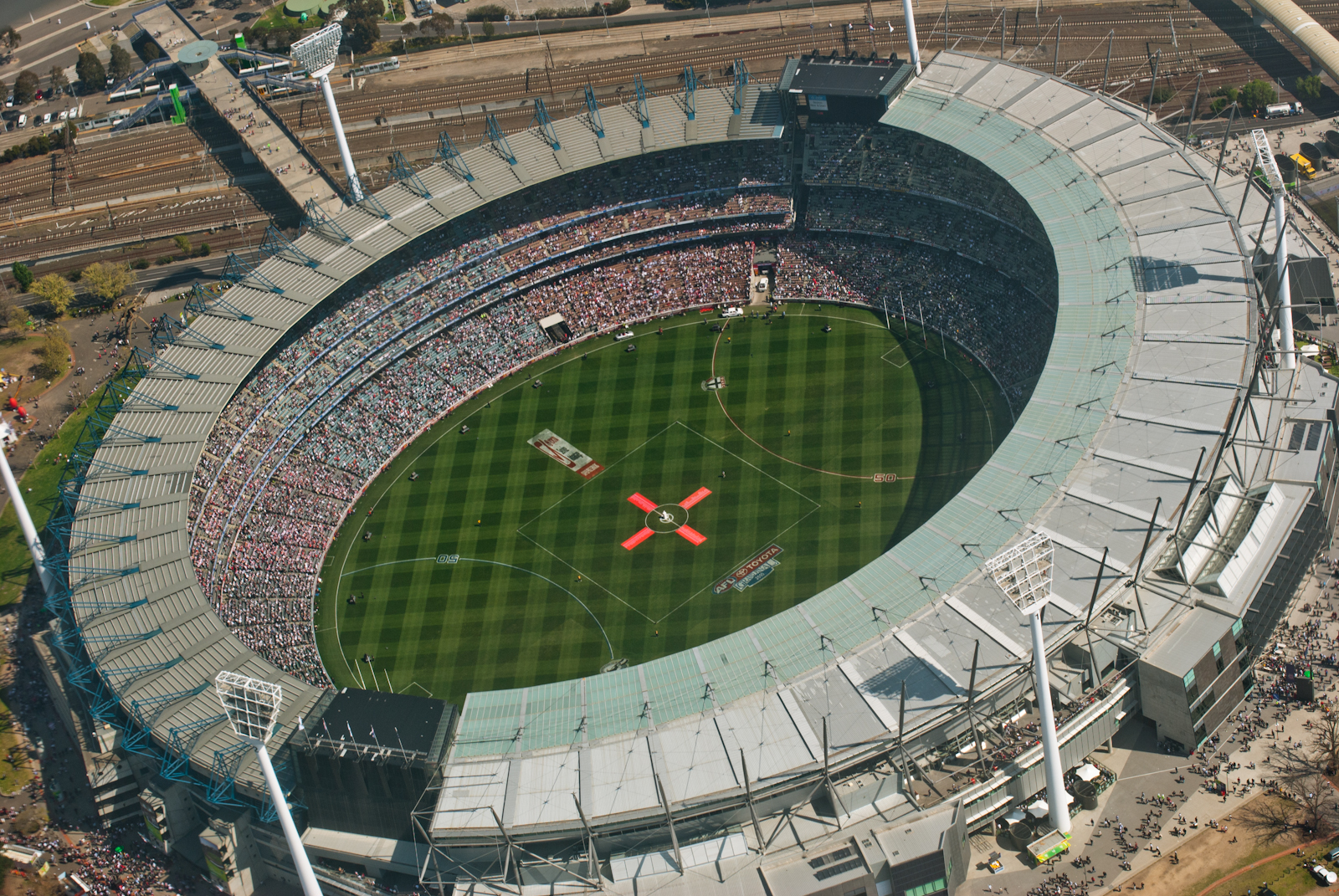
Melbourne Cricket Ground Melbourne
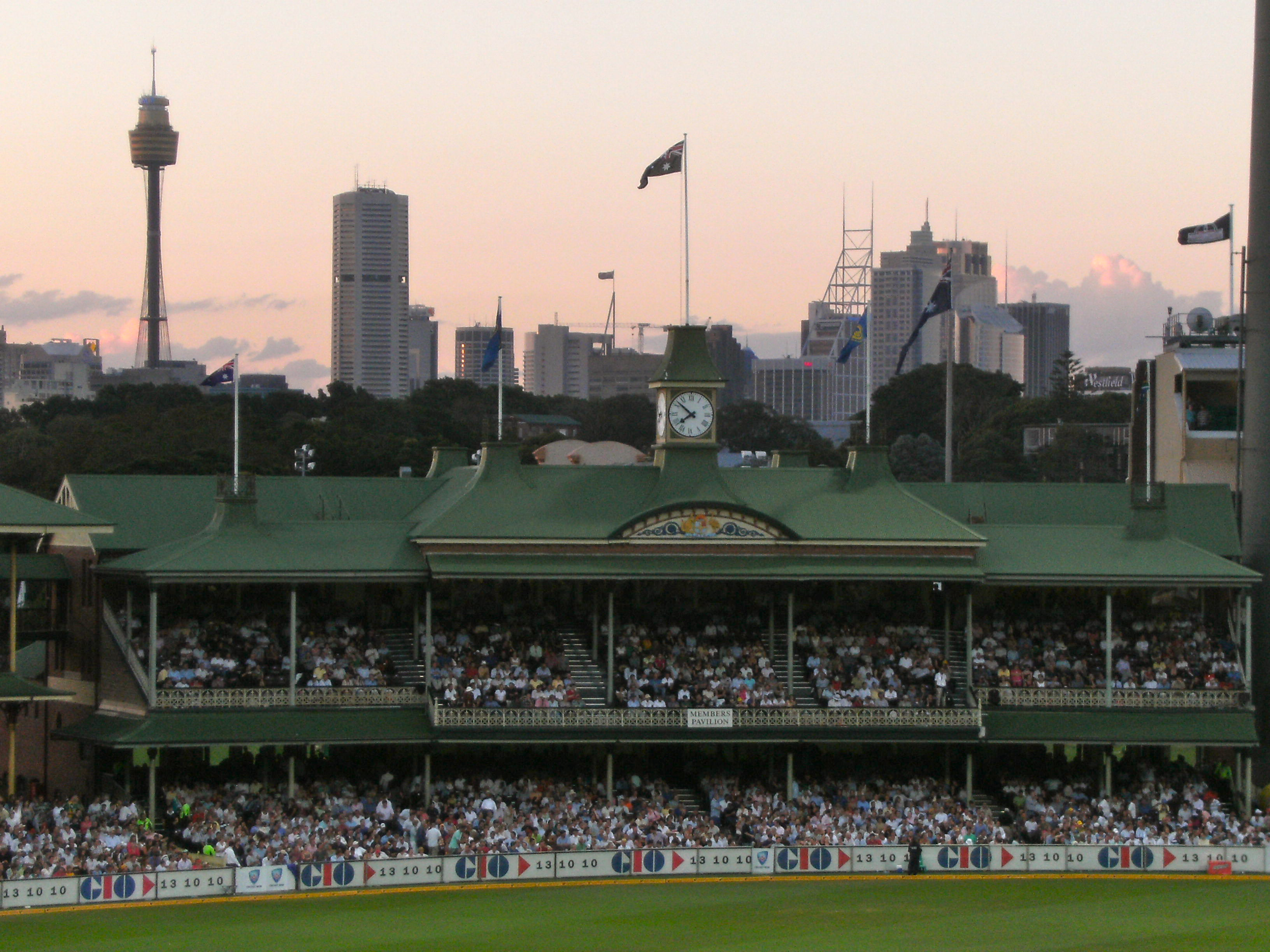
Sydney Cricket Ground Sydney
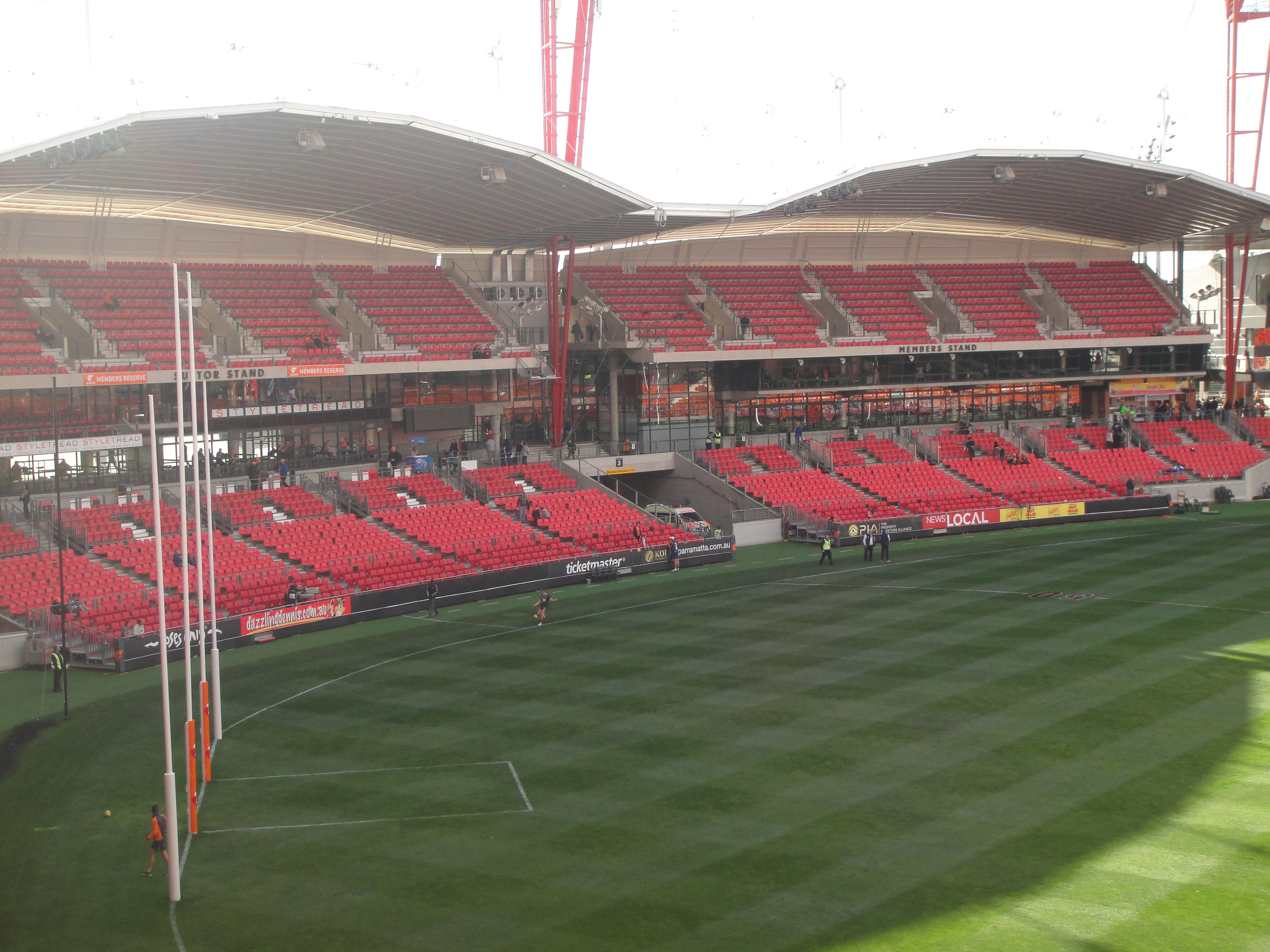
Sydney Showground Stadium Sydney
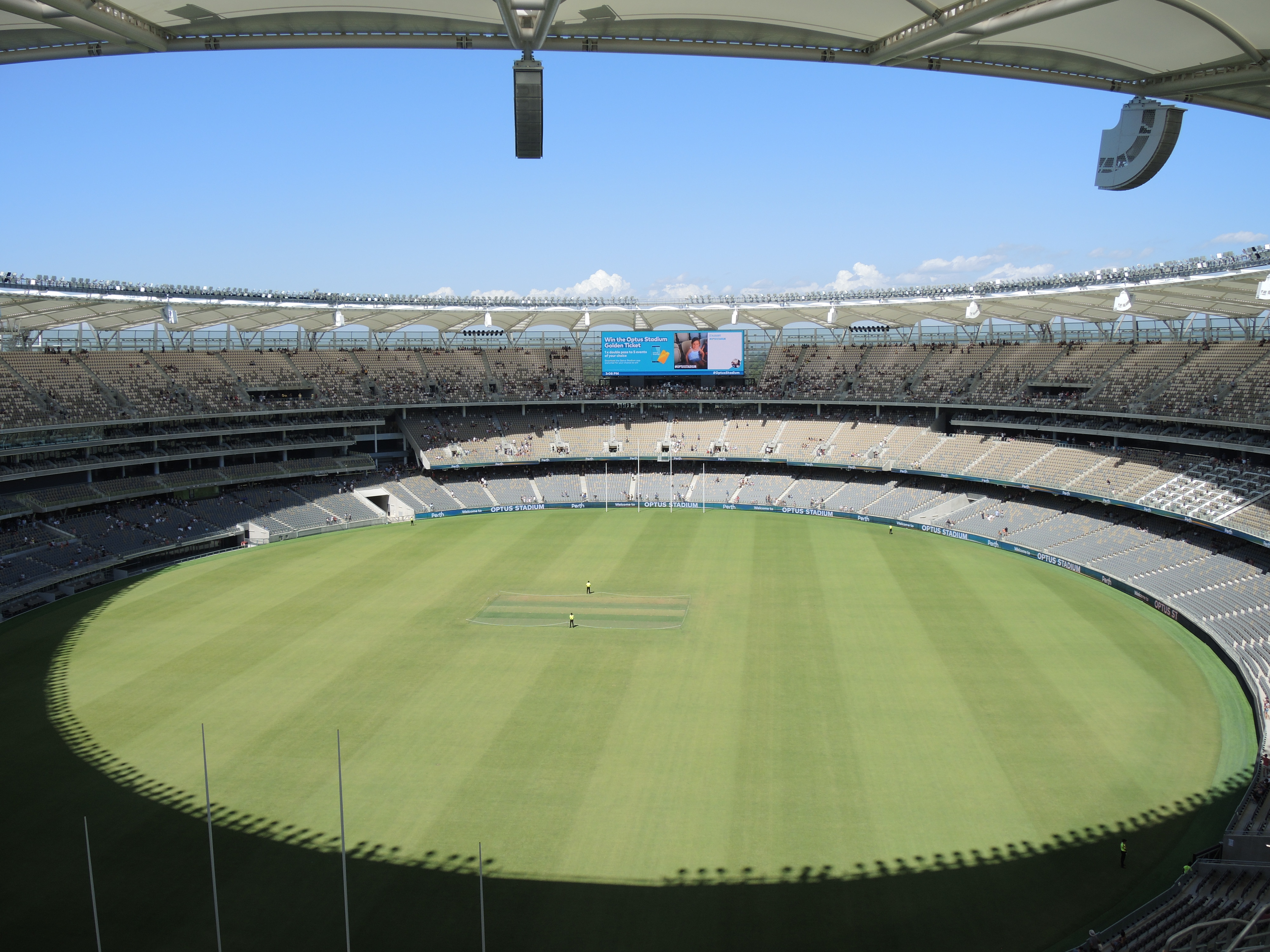
Optus Stadium Perth

## Palmarès

### Palmarès 1897-1990
| Année | Champion        | Finaliste       | Score                                 |
| 1897  | Essendon        | Geelong         | Essendon 1.8 (14) - Melbourne 0.8 (8) |
| 1898  | Fitzroy         | Essendon        | 5.8 (38) - 3.5 (23)                   |
| 1899  | Fitzroy         | South Melbourne | 3.9 (27) - 3.8 (26)                   |
| 1900  | Melbourne       | Fitzroy         | 4.10 (34) - 3.12 (30)                 |
| 1901  | Essendon        | Collingwood     | 6.7 (43) - 2.4 (16)                   |
| 1902  | Collingwood     | Essendon        | 9.6 (60) - 3.9 (27)                   |
| 1903  | Collingwood     | Fitzroy         | 4.7 (31) - 3.11 (29)                  |
| 1904  | Fitzroy         | Carlton         | 9.7 (61) - 5.7 (37)                   |
| 1905  | Fitzroy         | Collingwood     | 4.6 (30) - 2.5 (17)                   |
| 1906  | Carlton         | Fitzroy         | 15.4 (94) - 6.9 (45)                  |
| 1907  | Carlton         | South Melbourne | 6.14 (50) - 6.9 (45)                  |
| 1908  | Carlton         | Essendon        | 5.5 (35) - 3.8 (26)                   |
| 1909  | South Melbourne | Carlton         | 4.14 (38) - 4.12 (36)                 |
| 1910  | Collingwood     | Carlton         | 9.7 (61) - 6.11 (47)                  |
| 1911  | Essendon        | Collingwood     | 5.11 (41) - 4.11 (35)                 |
| 1912  | Essendon        | South Melbourne | 5.17 (47) - 4.9 (33)                  |
| 1913  | Fitzroy         | St Kilda        | 7.14 (56) - 5.13 (43)                 |
| 1914  | Carlton         | South Melbourne | 6.9 (45) - 4.15 (39)                  |
| 1915  | Carlton         | Collingwood     | 11.12 (78) - 6.9 (45)                 |
| 1916  | Fitzroy         | Carlton         | 12.13 (85) - 8.8 (56)                 |
| 1917  | Collingwood     | Fitzroy         | 9.20 (74) - 5.9 (39)                  |
| 1918  | South Melbourne | Collingwood     | 9.8 (62) - 7.15 (57)                  |
| 1919  | Collingwood     | Richmond        | 11.12 (78) - 7.1 (53)                 |
| 1920  | Richmond        | Collingwood     | 7.10 (52) - 5.5 (35)                  |
| 1921  | Richmond        | Carlton         | 5.6 (36) - 4.8 (32)                   |
| 1922  | Fitzroy         | Collingwood     | 11.13 (79) - 9.14 (68)                |
| 1923  | Essendon        | Fitzroy         | 8.15 (63) - 6.10 (46)                 |
| 1924  | Essendon        | Richmond        | pas de finale                         |
| 1925  | Geelong         | Collingwood     | 10.19 (79) - 9.15 (69)                |
| 1926  | Melbourne       | Collingwood     | 17.17 (119) - 9.8 (62)                |
| 1927  | Collingwood     | Richmond        | 2.13 (25) - 1.7 (13)                  |
| 1928  | Collingwood     | Richmond        | 13.18 (96) - 9.9 (63)                 |
| 1929  | Collingwood     | Richmond        | 11.13 (79) - 7.8 (50)                 |
| 1930  | Collingwood     | Geelong         | 14.16 (100) - 9.16 (70)               |
| 1931  | Geelong         | Richmond        | 9.14 (68) - 7.6 (48)                  |
| 1932  | Richmond        | Carlton         | 13.14 (92) - 12.11 (83)               |
| 1933  | South Melbourne | Richmond        | 9.17 (71) - 4.5 (29)                  |
| 1934  | Richmond        | South Melbourne | 19.14 (128) - 12.17 (89)              |
| 1935  | Collingwood     | South Melbourne | 11.12 (78) - 7.16 (58)                |
| 1936  | Collingwood     | South Melbourne | 11.23 (89) - 10.18 (78)               |
| 1937  | Geelong         | Collingwood     | 18.14 (122) - 12.18 (90)              |
| 1938  | Carlton         | Collingwood     | 15.10 (100) - 13.7 (85)               |
| 1939  | Melbourne       | Collingwood     | 21.22 (148) - 14.11 (95)              |
| 1940  | Melbourne       | Richmond        | 15.17 (107) - 10.8 (68)               |
| 1941  | Melbourne       | Essendon        | 19.13 (127) - 13.20 (98)              |
| 1942  | Essendon        | Richmond        | 19.18 (132) - 11.13 (79)              |
| 1943  | Richmond        | Essendon        | 12.14 (86) - 11.15 (81)               |
| 1944  | Fitzroy         | Richmond        | 9.12 (66) - 7.9 (51)                  |
| 1945  | Carlton         | South Melbourne | 15.13 (103) - 10.15 (76)              |
| 1946  | Essendon        | Carlton         | 13.8 (86) - 11.19(85)                 |
| 1947  | Carlton         | Essendon        | 13.8 (86) - 11.17 (83)                |
| 1948  | Melbourne       | Essendon        | 13.11 (89) - 7.8 (50)                 |
| 1949  | Essendon        | Carlton         | 18.17 (125) - 6.16 (52)               |
| 1950  | Essendon        | North Melbourne | 13.14 (92) - 7.12 (54)                |
| 1951  | Geelong         | Essendon        | 11.15 (81) - 10.10 (70)               |
| 1952  | Geelong         | Collingwood     | 13.8 (86) - 5.10 (40)                 |
| 1953  | Collingwood     | Geelong         | 11.11 (77) - 8.17 (65)                |
| 1954  | Footscray       | Melbourne       | 15.12 (102) - 7.9 (51)                |
| 1955  | Melbourne       | Collingwood     | 8.16 (64) - 5.6 (36)                  |
| 1956  | Melbourne       | Collingwood     | 17.19 (121) - 6.12 (48)               |
| 1957  | Melbourne       | Essendon        | 17.14 (116) - 7.13 (55)               |
| 1958  | Collingwood     | Melbourne       | 12.10 (82) - 9.10 (64)                |
| 1959  | Melbourne       | Essendon        | 17.13 (115) - 11.12 (78)              |
| 1960  | Melbourne       | Collingwood     | 8.14 (62) - 2.2 (14)                  |
| 1961  | Hawthorn        | Footscray       | 13.16 (94) - 7.9 (51)                 |
| 1962  | Essendon        | Carlton         | 13.12 (90) - 8.10 (58)                |
| 1963  | Geelong         | Hawthorn        | 15.19 (109) - 8.12 (60)               |
| 1964  | Melbourne       | Collingwood     | 8.16 (64) - 8.12 (60)                 |
| 1965  | Essendon        | St Kilda        | 14.21 (105) - 9.16 (70)               |
| 1966  | St Kilda        | Collingwood     | 10.14 (74) - 10.13 (73)               |
| 1967  | Richmond        | Geelong         | 16.18 (114) - 15.15 (105)             |
| 1968  | Carlton         | Essendon        | 7.14 (56) - 8.5 (53)                  |
| 1969  | Richmond        | Carlton         | 12.13 (85) - 8.12 (60)                |
| 1970  | Carlton         | Collingwood     | 17.9 (111) - 14.17 (101)              |
| 1971  | Hawthorn        | St Kilda        | 12.10 (82) - 11.9 (75)                |
| 1972  | Carlton         | Richmond        | 28.9 (177) - 22.18 (150)              |
| 1973  | Richmond        | Carlton         | 16.20 (116) - 12.14 (86)              |
| 1974  | Richmond        | North Melbourne | 18.20 (128) - 13.9 (87)               |
| 1975  | North Melbourne | Hawthorn        | 19.8 (122) - 9.13 (67)                |
| 1976  | Hawthorn        | North Melbourne | 13.22 (100) - 10.10 (70)              |
| 1977  | North Melbourne | Collingwood     | 21.25 (151) - 19.10 (124)             |
| 1978  | Hawthorn        | North Melbourne | 18.13 (121) - 15.13 (103)             |
| 1979  | Carlton         | Collingwood     | 11.16 (82) - 11.11 (77)               |
| 1980  | Richmond        | Collingwood     | 23.21 (159) - 9.24 (78)               |
| 1981  | Carlton         | Collingwood     | 12.20 (92) - 10.12 (72)               |
| 1982  | Carlton         | Richmond        | 14.19 (103) - 12.13 (83)              |
| 1983  | Hawthorn        | Essendon        | 20.20 (140) - 8.9 (57)                |
| 1984  | Essendon        | Hawthorn        | 14.21 (105) - 12.9 (81)               |
| 1985  | Essendon        | Hawthorn        | 26.14 (170) - 14.8 (92)               |
| 1986  | Hawthorn        | Carlton         | 16.14 (110) - 9.14 (68)               |
| 1987  | Carlton         | Hawthorn        | 15.14 (104) - 9.17 (71)               |
| 1988  | Hawthorn        | Melbourne       | 22.20 (152) - 6.20 (56)               |
| 1989  | Hawthorn        | Geelong         | 21.18 (144) - 21.12 (138)             |

### Palmarès depuis 1990
| Année | Champion          | Finaliste         | Score                                                  |
| 1990  | Collingwood       | Essendon          | 13.11 (89) - 5.11 (41)                                 |
| 1991  | Hawthorn          | West Coast Eagles | 20.19 (139) - 13.8 (86)                                |
| 1992  | West Coast Eagles | Geelong           | 16.17 (113) - 12.13 (85)                               |
| 1993  | Essendon          | Carlton           | 20.13 (133) - 13.11 (89)                               |
| 1994  | West Coast Eagles | Geelong           | 20.23 (143) - 8.15 (63)                                |
| 1995  | Carlton           | Geelong           | 21.15 (141) - 11.14 (80)                               |
| 1996  | North Melbourne   | Sydney Swans      | 19.17 (131) - 13.10 (88)                               |
| 1997  | Adelaide Crows    | St Kilda          | 19.11 (125) - 13.16 (94)                               |
| 1998  | Adelaide Crows    | North Melbourne   | 15.15 (105) - 8.22 (70)                                |
| 1999  | Kangaroos         | Carlton           | 19.10 (124) - 12.17 (89)                               |
| 2000  | Essendon          | Melbourne         | 19.21 (135) - 11.9 (75)                                |
| 2001  | Brisbane Lions    | Essendon          | 15.18 (108) - 12.10 (82)                               |
| 2002  | Brisbane Lions    | Collingwood       | 10.15 (75) - 9.12 (66)                                 |
| 2003  | Brisbane Lions    | Collingwood       | 20.14 (134) - 12.12 (84)                               |
| 2004  | Port Adelaide     | Brisbane Lions    | 17.11 (113) - 10.13 (73)                               |
| 2005  | Sydney Swans      | West Coast Eagles | 8.10 (58) - 7.12 (54)                                  |
| 2006  | West Coast Eagles | Sydney Swans      | 12.13 (85) - 12.12 (84)                                |
| 2007  | Geelong           | Port Adelaide     | 24.19 (163) - 6.8 (44)                                 |
| 2008  | Hawthorn          | Geelong           | 18.7 (115) - 11.23 (89)                                |
| 2009  | Geelong           | St Kilda          | 12.8 (80) - 9.14 (68)                                  |
| 2010  | Collingwood       | St Kilda          | 9.14 (68) - 10.8 (68) rejoué : 16.12 (108) - 7.10 (52) |
| 2011  | Geelong           | Collingwood       | 18.11 (119) - 12.9 (81)                                |
| 2012  | Sydney Swans      | Hawthorn          | 14.7 (91) - 11.15 (81)                                 |
| 2013  | Hawthorn          | Fremantle         | 11.11 (77) - 8.14 (62)                                 |
| 2014  | Hawthorn          | Sydney Swans      | 21.11 (137) - 11.8 (74)                                |
| 2015  | Hawthorn          | West Coast Eagles | 16.11 (107) - 8.13 (61)                                |
| 2016  | Western Bulldogs  | Sydney Swans      | 13.11 (89) - 10.7 (67)                                 |
| 2017  | Richmond          | Adelaide          | 16.12 (108) - 8.12 (60)                                |
| 2018  | West Coast Eagles | Collingwood       | 11.13 (79) - 11.8 (74)                                 |
| 2019  | Richmond          | GWS Giants        | 17.12 (114) - 3.7 (25)                                 |
| 2020  | Richmond          | Geelong           | 12.9 (81) - 7.8 (50)                                   |
| 2021  | Melbourne         | Western Bulldogs  | 21.14 (140) - 10.6 (66)                                |
| 2022  | Geelong           | Sydney Swans      | 20.13 (133) - 8.4 (52)                                 |
| 2023  | Collingwood       | Brisbane Lions    | 12.18 (90) - 13.8 (86)                                 |
| 2024  |                   |                   |                                                        |
| 2025  |                   |                   |                                                        |

### Bilans
| Club                                 | Titre(s) | Premier(s) - Dernier(s) | Finale(s) perdue(s) | Première(s) - Dernière(s) |
| ------------------------------------ | -------- | ----------------------- | ------------------- | ------------------------- |
| Essendon Football Club               | 16       | 1897-2000               | 14                  | 1898-2001                 |
| Carlton Football Club                | 16       | 1906-1995               | 13                  | 1904-1999                 |
| Collingwood Football Club            | 16       | 1902-2023               | 26                  | 1901-2011                 |
| Hawthorn Football Club               | 13       | 1961-2015               | 6                   | 1963-2012                 |
| Melbourne Demons                     | 12       | 1900-1964               | 5                   | 1946-2000                 |
| Richmond Football Club               | 11       | 1920-2017               | 12                  | 1919-1982                 |
| Geelong Football Club                | 9        | 1925-2011               | 9                   | 1897-2008                 |
| West Coast Eagles                    | 4        | 1992-2018               | 2                   | 2005-2015                 |
| Sydney Swans                         | 5        | 1909-2012               | 11                  | 1899-2015                 |
| North Melbourne Football Club        | 4        | 1975-1999               | 5                   | 1950-1998                 |
| Brisbane Lions                       | 3        | 2001-2003               | 1                   | 2004-2004                 |
| Western Bulldogs                     | 2        | 1954-2016               | 1                   | 1961-1961                 |
| Adelaide Football Club               | 2        | 1997-1998               | 1                   | 2017-2017                 |
| Port Adelaide Football Club          | 1        | 2004-2004               | 1                   | 2007-2007                 |
| St Kilda Football Club               | 1        | 1966-1966               | 7                   | 1913-2010                 |
| Fremantle Football Club              | 0        | -                       | 1                   | 2013-2013                 |
| Gold Coast Football Club             | 0        | -                       | 0                   | -                         |
| Greater Western Sydney Football Club | 0        | -                       | 0                   | -                         |

## Trophées décernés en fin de saison
Cette section présente les divers trophées décernés à la fin de chaque saison. Il s'agit, soit de trophées d'équipe des trophées individuels, pour les joueurs (défenseurs, buteurs...), pour les entraîneurs ou pour d'autres individus gravitant autour de l'AFL.
Ces trophées ont été instaurés au fil des saisons, afin de récompenser le talent ou le rendement des joueurs de l'AFL. La cérémonie de remise des trophées est très médiatisée et est marquée par un grand spectacle avec tapis rouge.

### Trophées de joueurs
- Médaille Brownlow

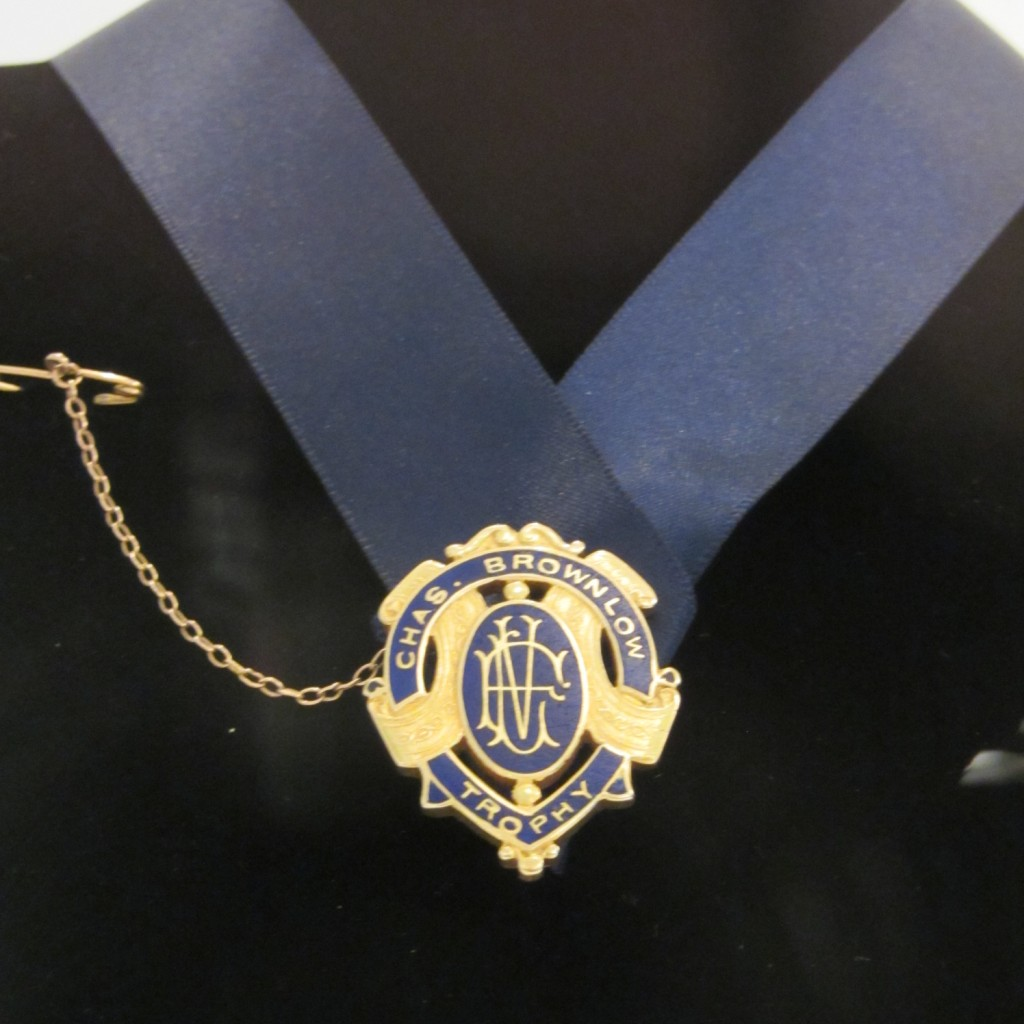
Photo couleur de la Médaille Brownlow

Une des plus belles récompenses pour un joueur de l'AFL : la récompense du meilleur joueur, joueur élu par l'ensemble des arbitres. Créée en 1924 en l’honneur de Charles Brownlow, ancien joueur des Geelong Football Club (1880–1891), secrétaire du club (1885–1923), et  président de la VFL(1918–19). A la différence du Trophée Leigh Matthews, la Médaille Brownlow élit le meilleur et le plus fair-play des joueurs sur un vote à chaque match.
- Médaille Coleman

Cette médaille récompense le joueur ayant marqué le plus de but durant toute la saison. Créée en 1955, elle est nommée en l'honneur de John Coleman, ancien avant et meilleur joueur du club Essendon (537 buts en 98 matchs). Dick Lee de l'équipe des Collingwood Football Club a été honoré à huit reprises, ce qui constitue un record.
- AFL Rising Star

Ce trophée mis en place en 2003, permet de récompenser un jeune joueur s'étant distinguer lors d'un match. Le joueur ne peut pas être âgé de plus de 21 ans et avoir joué moins de 10 matchs avant le début de la saison d'éligibilité.
- Trophée Leigh Matthews

Ce trophée récompense, comme la Médaille Brownlow, le meilleur joueur de l'année, à la différence que le Trophée Leigh Matthews élit le meilleur des joueurs sur un vote globale de la saison écoulée. Le trophée est nommé en l'honneur de Leigh Matthews 1er lauréat en 1982.
- AFL Goal of the Year

Ce trophée récompense, le meilleur but inscrit par un joueur durant la saison et est marche conjointement avec l'AFL Mark of the Year. Cette récompense fait suite à la création de AFL Mark of the Year, mais est réellement attribuée à partir de 2001. Le prix est également connu sous le nom de Médaille Phil Manassa. Seul Peter Bosustow en 1981 et Michael Mitchell en 1990 ont remporté la même année l'AFL Goal of the Year et l'AFL Mark of the Year.
- AFL Mark of the Year

Ce trophée récompense, le meilleur but inscrit par un joueur durant la saison et est marche conjointement avec l'AFL Goal of the Year. Cette récompense est organisée à la suite du célèbre mark réalisé par Alex Jesaulenko lors de la finale de 1970. Seul Peter Bosustow en 1981 et Michael Mitchell en 1990 ont remporté la même année l'AFL Goal of the Year et l'AFL Mark of the Year.
- Médaille Norm Smith

Cette médaille récompense le joueur qui a été le meilleur durant la finale AFL. Le trophée est nommé en l'honneur de Norm Smith pour ton son coaching exceptionnel lors des finales AFL, car il en gagna 6 avec l'équipe des Melbourne Demons en huit participations. Mis en pace à partir de 1979, la Médaille Norm Smith récompense habituellement le joueur ayant remporté la Finale, mais certaines années ont exceptionnellement nommé le perdant de la compétition comme Maurice Rioli en 1982, Gary Ablett, Sr. en 1989, Nathan Buckley en 2002 et Chris Judd in 2005. Seuls trois joueurs ont remporté à deux reprises la médaille: Luke Hodge, Gary Ayres et Andrew McLeod.
- AFL Army Awards

Cette récompense éphémère (2007-2009) distingué le joueur qui a produit un acte de courage ou désintéressé afin de promouvoir son équipe durant un match.

### Trophée d’entraîneurs
- Médaille Jock McHale

Ce trophée, récompensant l'entraîneur vainqueur de la compétition, est mis en place en 1950, mais est réellement attribuée à partir de 2001.

### All Australian Team
À la fin de la saison 1947, l'AFL décide de mettre en avant les meilleurs joueurs à chaque poste de la saison, ils font ainsi partie de la All Australian Team.

## Aspects socio-économiques

### L'AFL et les médias

#### En Australie
La première retransmission à la télévision d'un match du Championnat remonte à la saison 1957, soit un an après les débuts de la télévision australienne introduite lors de Jeux olympiques de Melbourne. À la fin des années 1950 et 1960, tous les postes de Melbourne (ABV2, HSV7, GTV9 et ATV0/ATV10) diffusèrent quelques matchs. Cependant, à la même époque, la VFL était touché du fait que la diffusion en direct pouvait affecter l'audimat et les stations était uniquement autorisés à téléviser un différé des matchs du dernier quart-temps. Dans les années 1980, la chaîne Seven Network reçoit les droits exclusifs pour les matchs de la VFL, excepté ceux de la saison 1987, les droits ayant été acquis par Broadcom.

#### À l'étranger
La retransmission a l'étranger a varié historiquement. Dans les années 1980, les matchs de la VFL étaient diffusés sur ESPN pour les États-Unis. Au début des années 1990, Prime Network, un réseau sportif régional américain sans lien avec le réseau régional australien, diffusé les temps forts de la semaine tel que la Final. De 1998 à 2006 les matchs sont diffusés aux États-Unis par Fox Soccer. D'autres pays anglophones ont diffusé le sport, cependant c'est uniquement à partir de 2008 que les chaînes d'autres pays commencent sérieusement à téléviser les matchs. La France qui diffusé la compétition pendant quelque temps dans les années 1980 par l'intermédiaire de Canal+ a reprogrammé depuis les années 2010 les matchs sur Eurosport 2.
En 2007, après les négociations des droits télévisuels du championnat national, l'AFL s'est assuré d'un bonnus supplémentaire avec de meilleurs droits télévisuels et une augmentation de son exposition à l'étranger, incluant un contrat de 5 ans avec la chaîne irlandaise Setanta Sports. Toutefois l'accord s'arrêta en 2009, lorsque la chaîne stoppa la diffusion en Grand-Bretagne, ainsi ESPN repris par la suite le contrat. En 2015, l'AFL trouve un accord record de 1,65 milliard d’euros avec Seven Network, Foxtel et Telstra pour diffuser des rencontres toutes les semaines

## Popularité
| Année | Saison régulière | Moyenne | Finales1 | Moyenne1 | Grand Final         |
| ----- | ---------------- | ------- | -------- | -------- | ------------------- |
| 2015  | 6,367,302        | 32,321  | 518,694  | 57,663   | 98,633              |
| 2014  | 6,403,941        | 32,343  | 570,568  | 63,396   | 99,454              |
| 2013  | 6,372,784        | 32,186  | 558,391  | 62,043   | 100,007             |
| 2012  | 6,238,876        | 31,509  | 538,934  | 59,882   | 99,683              |
| 2011  | 6,533,138        | 34,937  | 614,250  | 68,250   | 99,537              |
| 2010  | 6,494,564        | 36,901  | 651,764  | 65,176   | 100,0164 et 93,8535 |
| 2009  | 6,375,622        | 36,225  | 615,463  | 68,385   | 99,251              |
| 2008  | 6,512,999        | 37,0062 | 571,760  | 63,258   | 100,012             |
| 2007  | 6,475,521        | 36,793  | 575,424  | 63,936   | 97,302              |
| 2006  | 6,204,056        | 35,250  | 532,178  | 59,131   | 97,431              |
| 2005  | 6,283,788        | 35,703  | 480,112  | 53,346   | 91,8983             |
| 2004  | 5,909,836        | 33,579  | 458,326  | 50,925   | 77,6713             |
| 2003  | 5,876,515        | 33,389  | 478,425  | 53,158   | 79,4513             |
| 2002  | 5,648,021        | 32,091  | 449,445  | 49,938   | 91,817              |
| 2001  | 5,919,026        | 33,631  | 525,993  | 58,444   | 91,482              |
| 2000  | 5,731,091        | 32,563  | 566,562  | 62,951   | 96,249              |
| 1999  | 5,768,611        | 32,776  | 472,007  | 52,445   | 94,228              |
| 1998  | 6,119,861        | 34,772  | 572,733  | 63,637   | 94,431              |
| 1997  | 5,853,449        | 33,258  | 560,406  | 62,267   | 99,645              |
| 1996  | 5,222,266        | 29,672  | 478,773  | 53,197   | 93,102              |
| 1995  | 5,119,694        | 29,089  | 594,919  | 66,102   | 93,678              |